# Temporada da WTA de 2017
A temporada da WTA de 2017 foi o circuito feminino das tenistas profissionais de elite para o ano em questão. A Associação de Tênis Feminino (WTA) organiza a maioria dos eventos – os WTA Premier Mandatory, WTA Premier 5, WTA Premier, WTA International e os de fim de temporada e os de fim de temporada (WTA Finals e WTA Elite Trophy), enquanto que a Federação Internacional de Tênis (ITF) tem os torneios do Grand Slam, a Fed Cup e a Copa Hopman.

## Transmissão
Esta é a lista de países e canais designados a transmitir os torneios organizados pela WTA durante a temporada em questão:
Países lusófonos

| País(es)                                                                                 | Canal(is)         |
| ---------------------------------------------------------------------------------------- | ----------------- |
| Angola · Cabo Verde · Guiné Equatorial · Guiné-Bissau · Moçambique · São Tomé e Príncipe | Kwesé Sports [en] |
| Brasil                                                                                   | Sony Channel      |

Resto do mundo
| País(es) | Canal(is)               |
| Países avulsos |                         |
| --- | ----------------------- |
| internet (mundialmente) | WTA TV                  |
| África |                         |
| Américas |                         |
| Canadá | TVA Sports [en]         |
| Ásia |                         |
| China | iQIYI                   |
| Coreia do Sul | SPOTV [en] (Eclat)      |
| Hong Kong | PCCW                    |
| Japão | DAZN                    |
| Singapura | StarHub                 |
| Turquia | beIN Sports             |
| Europa |                         |
| Alemanha | DAZN                    |
| Chéquia | O2 [en]                 |
| Eslováquia | Digi Sport              |
| Dinamarca | TV 2                    |
| Espanha | Teledeporte (TVE)       |
| Hungria | Digi Sport Hungria [en] |
| Países Baixos | Fox Sports              |
| Polónia | TVP                     |
| Roménia | Digi Sport Romênia [en] |
| Oceania |                         |
| Austrália | beIN Sports             |
| Regiões |                         |
| América do Sul | Sony Channel            |
| Norte da África Oriente Médio | beIN Sports             |
| Agrupamentos |                         |
| África |                         |
| África do Sul · Benim · Botswana · Burquina Fasso · Burundi · Camarões · Comores · Congo · Costa do Marfim · Eritreia · Etiópia · Gabão · Gâmbia · Gana · Guiné · Lesoto · Libéria · Malawi · Mali · Mayotte · Namíbia · Níger · Nigéria · Quénia · República Centro-Africana · República Democrática do Congo · Reunião (departamento) · Ruanda · Senegal · Serra Leoa · Seicheles · Eswatini · Tanzânia · Togo · Uganda · Zâmbia · Zimbabwe         | Kwesé Sports [en]       |
| Chade · Djibouti · Madagascar · Maurícia · Mauritânia · Somália · Sudão · Sudão do Sul | beIN Sports             |
| Américas |                         |
| Anguila · Antígua e Barbuda · Aruba · Bahamas · Barbados · Belize · Bermudas · Costa Rica · Cuba · Curaçau · Domínica · El Salvador · Granada · Guadalupe · Guatemala · Haiti · Honduras · Ilhas Cayman · Ilhas Turks e Caicos · Ilhas Virgens Britânicas · Jamaica · Martinica · México · Montserrat · Nicarágua · Panamá · República Dominicana · São Cristóvão e Nevis · Santa Lúcia · São Martinho · São Vicente e Granadinas · Trindade e Tobago | Sony Channel            |
| Estados Unidos · Porto Rico · U.S. Ilhas Virgens | beIN Sports             |
| Ásia |                         |
| Brunei · Malásia | Astro [en]              |
| Europa |                         |
| Andorra · Bélgica · França · Luxemburgo · Mónaco | beIN Sports             |
| Bósnia e Herzegovina · Croácia · Kosovo · Macedónia · Montenegro · Sérvia | Sport Klub [en]         |
| Ilha de Man · Irlanda · Reino Unido | BT Sport [en]           |
| Itália · Vaticano | SuperTennis             |
| Oceania |                         |
| Guam · Marianas Setentrionais · Samoa Americana | beIN Sports             |

## Calendário

### Países
| Torneios | País(es) | País(es) |
| -------- | --- | --- |
| 8        | Estados Unidos | Estados Unidos |
| 7        | China | China |
| 5        | Austrália | Austrália |
| 4        | Reino Unido | Reino Unido |
| 2        | Alemanha · Canadá · Espanha · França                                                                                      | Japão · México · Rússia · Suíça                                                                                    |
| 1        | Áustria · Catar · Chéquia · Colômbia · Coreia do Sul · Emirados Árabes Unidos · Hong Kong · Hungria · Itália · Luxemburgo | Malásia · Marrocos · Nova Zelândia · Países Baixos · Roménia · Singapura · Suécia · Taiwan · Turquia · Uzbequistão |

### Mudanças
- Torneio(s):
  - Debutantes: Bienna e Taipé;
  - Extintos: Florianópolis, Kaohsiung, Katowice e Rio de Janeiro;
  - Retomados: Budapeste.

- Datas:
  - Uma semana antes: Doha;
  - Uma semana depois: Acapulco, Dubai, Rogers Cup, São Petersburgo, Stanford e Washington;
  - Fevereiro para abril: Monterrey;
  - Agosto para julho: Nanchang.

- Movimentações de rotina:
  - Cidade: Montreal para Toronto (troca anual entre ATP e WTA);
  - Categoria: Doha (WTA Premier 5 para WTA Premier) e Dubai (WTA Premier para WTA Premier 5);
  - Sai: Tênis nos Jogos Olímpicos.

### Mês a mês

#### Legenda
Abaixo estão exemplos, com explicações usando o elemento dica de contexto. Basta passar o cursor sobre cada linha pontilhada para lê-las.
| Semana de                   | Torneio                                                                                        | Campeã(s)(o/ões)            | Vice-campeã(s)(o/ões)     | Resultado            |
| --------------------------- | ---------------------------------------------------------------------------------------------- | --------------------------- | ------------------------- | -------------------- |
| 16 de janeiro 23 de janeiro | Australian Open · Melbourne, Austrália · Grand Slam · A$ 12.176.550 – duro – 128S•96Q•64D•32DM | jogador(a) 1                | jogador(a) 2              | 7–61, 4–6, 7–6(10–6) |
| 16 de janeiro 23 de janeiro | Australian Open · Melbourne, Austrália · Grand Slam · A$ 12.176.550 – duro – 128S•96Q•64D•32DM | jogador(a) 3 · jogador(a) 4 | jogador(a) 5 jogador(a) 6 | 4–6, 6–4, [11–9]     |
| 16 de janeiro 23 de janeiro | Australian Open · Melbourne, Austrália · Grand Slam · A$ 12.176.550 – duro – 128S•96Q•64D•32DM | jogadora 7 jogador 8        | jogadora 9 jogador 10     | 6–2, 4–6, [10–3]     |

| Casos excepcionais | Premiação               | Grand Slam | Grand Slam | Grand Slam |
| Casos excepcionais | Premiação               | Variável   |            |            |
| Casos excepcionais | Número de participantes | QD         | E          |            |
| Casos excepcionais | Ordenação dos torneios  |            |            |            |

| Ícones | Clicável      |                                        |                                           |
| Ícones | Clicável      | edição do torneio                      |                                           |
| Ícones | Não-clicáveis |                                        | primeiro título conquistado na modalidade |
| Ícones | Não-clicáveis | o(a) jogador(a)/país defendeu o título |                                           |

#### Janeiro
| Semana de                   | Torneio | Campeã(s)(o/ões)                               | Vice-campeã(s)(o/ões)                        | Resultado        |
| --------------------------- | --- | ---------------------------------------------- | -------------------------------------------- | ---------------- |
| 2 de janeiro                | Brisbane International Brisbane, Austrália WTA Premier US$ 1.000.000 – duro – 30S•32Q•16D                   | Karolína Plíšková                              | Alizé Cornet                                 | 6–0, 6–3         |
| 2 de janeiro                | Brisbane International Brisbane, Austrália WTA Premier US$ 1.000.000 – duro – 30S•32Q•16D                   | Bethanie Mattek-Sands · Sania Mirza            | Ekaterina Makarova Elena Vesnina             | 6–2, 6–3         |
| 2 de janeiro                | ASB Classic Auckland, Nova Zelândia WTA International US$ 250.000 – duro – 32S•32Q•16D                      | Lauren Davis                                   | Ana Konjuh                                   | 6–3, 6–1         |
| 2 de janeiro                | ASB Classic Auckland, Nova Zelândia WTA International US$ 250.000 – duro – 32S•32Q•16D                      | Kiki Bertens Johanna Larsson                   | Demi Schuurs Renata Voráčová                 | 6–2, 6–2         |
| 2 de janeiro                | Shenzhen Open Shenzhen, China WTA International US$ 750.000 – duro – 32S•16Q•16D                            | Kateřina Siniaková                             | Alison Riske                                 | 6–3, 6–4         |
| 2 de janeiro                | Shenzhen Open Shenzhen, China WTA International US$ 750.000 – duro – 32S•16Q•16D                            | Andrea Hlaváčková Peng Shuai                   | Raluca Olaru Olga Savchuk                    | 6–1, 7–5         |
| 2 de janeiro                | Mastercard Hopman Cup Perth, Austrália Competição de curta duração entre países – mista duro (coberto) – 8E | França · Kristina Mladenovic · Richard Gasquet | Estados Unidos · Coco Vandeweghe · Jack Sock | 2–1              |
| 9 de janeiro                | Apia International Sydney Sydney, Austrália WTA Premier US$ 776.000 – duro – 30S•32Q•16D                    | Johanna Konta                                  | Agnieszka Radwańska                          | 6–4, 6–2         |
| 9 de janeiro                | Apia International Sydney Sydney, Austrália WTA Premier US$ 776.000 – duro – 30S•32Q•16D                    | Tímea Babos Anastasia Pavlyuchenkova           | Sania Mirza Barbora Strýcová                 | 6–4, 6–4         |
| 9 de janeiro                | Hobart International Hobart, Austrália WTA International US$ 250.000 – duro – 32S•32Q•16D                   | Elise Mertens                                  | Monica Niculescu                             | 6–3, 6–1         |
| 9 de janeiro                | Hobart International Hobart, Austrália WTA International US$ 250.000 – duro – 32S•32Q•16D                   | Raluca Olaru Olga Savchuk                      | Gabriela Dabrowski Yang Zhaoxuan             | 0–6, 6–4, [10–5] |
| 16 de janeiro 23 de janeiro | Australian Open Melbourne, Austrália Grand Slam A$ 22.957.600 – duro – 128S•96Q•64D•32DM                    | Serena Williams                                | Venus Williams                               | 6–4, 6–4         |
| 16 de janeiro 23 de janeiro | Australian Open Melbourne, Austrália Grand Slam A$ 22.957.600 – duro – 128S•96Q•64D•32DM                    | Bethanie Mattek-Sands Lucie Šafářová           | Andrea Hlaváčková Peng Shuai                 | 46–7, 6–3, 6–3   |
| 16 de janeiro 23 de janeiro | Australian Open Melbourne, Austrália Grand Slam A$ 22.957.600 – duro – 128S•96Q•64D•32DM                    | Abigail Spears · Juan Sebastián Cabal          | Sania Mirza Ivan Dodig                       | 6–2, 6–4         |
| 30 de janeiro               | St. Petersburg Ladies Trophy São Petersburgo, Rússia WTA Premier US$ 776.000 – duro (coberto) – 28S•32Q•16D | Kristina Mladenovic                            | Yulia Putintseva                             | 6–2, 36–7, 6–4   |
| 30 de janeiro               | St. Petersburg Ladies Trophy São Petersburgo, Rússia WTA Premier US$ 776.000 – duro (coberto) – 28S•32Q•16D | Jeļena Ostapenko · Alicja Rosolska             | Darija Jurak Xenia Knoll                     | 3–6, 6–2, [10–5] |
| 30 de janeiro               | Taiwan Open Taipé, Taiwan WTA International US$ 250.000 – duro (coberto) – 32S•24Q•16D                      | Elina Svitolina                                | Peng Shuai                                   | 6–3, 6–2         |
| 30 de janeiro               | Taiwan Open Taipé, Taiwan WTA International US$ 250.000 – duro (coberto) – 32S•24Q•16D                      | Chan Hao-ching Chan Yung-jan                   | Lucie Hradecká Kateřina Siniaková            | 6–4, 6–2         |

#### Fevereiro
| Semana de       | Torneio | Campeã(s)                                         | Vice-campeã(s)                                | Resultado        |
| --------------- | --- | ------------------------------------------------- | --------------------------------------------- | ---------------- |
| 6 de fevereiro  | Fed Cup: primeira fase Ostrava, Tchéquia – duro (coberto) Maui, Estados Unidos – duro Minsk, Bielorrússia – duro (coberto) Genebra, Suíça – duro (coberto) Competição de longa duração entre países – 8E | · Chéquia · Estados Unidos · Bielorrússia · Suíça | · Espanha · Alemanha · Países Baixos · França | 3–2 4–0 4–1 4–1  |
| 13 de fevereiro | Qatar Total Open Doha, Catar WTA Premier US$ 776.000 – duro – 28S•32Q•16D | Karolína Plíšková                                 | Caroline Wozniacki                            | 6–3, 6–4         |
| 13 de fevereiro | Qatar Total Open Doha, Catar WTA Premier US$ 776.000 – duro – 28S•32Q•16D | Abigail Spears Katarina Srebotnik                 | Olga Savchuk Yaroslava Shvedova               | 6–3, 7–67        |
| 20 de fevereiro | Dubai Duty Free Tennis Championships Dubai, Emirados Árabes Unidos WTA Premier 5 US$ 2.666.000 – duro – 56S•32Q•28D                                                                                      | Elina Svitolina                                   | Caroline Wozniacki                            | 6–4, 6–2         |
| 20 de fevereiro | Dubai Duty Free Tennis Championships Dubai, Emirados Árabes Unidos WTA Premier 5 US$ 2.666.000 – duro – 56S•32Q•28D                                                                                      | Ekaterina Makarova Elena Vesnina                  | Andrea Hlaváčková Peng Shuai                  | 6–2, 4–6, [10–7] |
| 20 de fevereiro | Hungarian Ladies Open Budapeste, Hungria WTA International US$ 250.000 – duro (coberto) – 32S•24Q•16D | Tímea Babos                                       | Lucie Šafářová                                | 46–7, 6–4, 6–3   |
| 20 de fevereiro | Hungarian Ladies Open Budapeste, Hungria WTA International US$ 250.000 – duro (coberto) – 32S•24Q•16D | Hsieh Su-wei Oksana Kalashnikova                  | Arina Rodionova Galina Voskoboeva             | 6–3, 4–6, [10–4] |
| 27 de fevereiro | Abierto Mexicano Telcel Acapulco, México WTA International US$ 250.000 – duro – 32S•24Q•16D | Lesia Tsurenko                                    | Kristina Mladenovic                           | 6–1, 7–5         |
| 27 de fevereiro | Abierto Mexicano Telcel Acapulco, México WTA International US$ 250.000 – duro – 32S•24Q•16D | Darija Jurak Anastasia Rodionova                  | Verónica Cepede Royg Mariana Duque Mariño     | 6–3, 6–2         |
| 27 de fevereiro | Alya WTA Malaysian Open Kuala Lumpur, Malásia WTA International US$ 250.000 – duro – 32S•24Q•16D | Ashleigh Barty                                    | Nao Hibino                                    | 6–3, 6–2         |
| 27 de fevereiro | Alya WTA Malaysian Open Kuala Lumpur, Malásia WTA International US$ 250.000 – duro – 32S•24Q•16D | Ashleigh Barty Casey Dellacqua                    | Nicole Melichar Makoto Ninomiya               | 7–65, 6–3        |

#### Março
| Semana de               | Torneio                                                                                                | Campeã(s)                    | Vice-campeã(s)                    | Resultado      |
| ----------------------- | --- | ---------------------------- | --------------------------------- | -------------- |
| 6 de março 13 de março  | BNP Paribas Open Indian Wells, Estados Unidos WTA Premier Mandatory US$ 7.699.423 – duro – 96S•48Q•32D | Elena Vesnina                | Svetlana Kuznetsova               | 66–7, 7–5, 6–4 |
| 6 de março 13 de março  | BNP Paribas Open Indian Wells, Estados Unidos WTA Premier Mandatory US$ 7.699.423 – duro – 96S•48Q•32D | Chan Yung-jan Martina Hingis | Lucie Hradecká Kateřina Siniaková | 7–64, 6–2      |
| 20 de março 27 de março | Miami Open Miami, Estados Unidos WTA Premier Mandatory US$ 7.699.423 – duro – 96S•48Q•32D              | Johanna Konta                | Caroline Wozniacki                | 6–4, 6–3       |
| 20 de março 27 de março | Miami Open Miami, Estados Unidos WTA Premier Mandatory US$ 7.699.423 – duro – 96S•48Q•32D              | Gabriela Dabrowski Xu Yifan  | Sania Mirza Barbora Strýcová      | 6–4, 6–3       |

#### Abril
| Semana de   | Torneio | Campeã(s)                             | Vice-campeã(s)                     | Resultado        |
| ----------- | --- | ------------------------------------- | ---------------------------------- | ---------------- |
| 3 de abril  | Volvo Car Open Charleston, Estados Unidos WTA Premier US$ 776.000 – saibro (verde) – 56S•32Q•16D                                      | Daria Kasatkina                       | Jeļena Ostapenko                   | 6–3, 6–1         |
| 3 de abril  | Volvo Car Open Charleston, Estados Unidos WTA Premier US$ 776.000 – saibro (verde) – 56S•32Q•16D                                      | Bethanie Mattek-Sands Lucie Šafářová  | Lucie Hradecká Kateřina Siniaková  | 6–1, 4–6, [10–7] |
| 3 de abril  | Abierto GNP Seguros Monterrey, México WTA International US$ 250.000 – duro – 32S•32Q•16D                                              | Anastasia Pavlyuchenkova              | Angelique Kerber                   | 4–6, 6–2, 1–6    |
| 3 de abril  | Abierto GNP Seguros Monterrey, México WTA International US$ 250.000 – duro – 32S•32Q•16D                                              | Nao Hibino · Alicja Rosolska          | Dalila Jakupović Nadiia Kichenok   | 6–2, 7–64        |
| 10 de abril | Claro Open Colsanitas Bogotá, Colômbia WTA International US$ 250.000 – saibro – 32S•24Q•16D                                           | Francesca Schiavone                   | Lara Arruabarrena                  | 6–4, 7–5         |
| 10 de abril | Claro Open Colsanitas Bogotá, Colômbia WTA International US$ 250.000 – saibro – 32S•24Q•16D                                           | Beatriz Haddad Maia · Nadia Podoroska | Verónica Cepede Royg Magda Linette | 6–3, 7–64        |
| 10 de abril | Ladies Open Biel Bienne Bienna, Suíça WTA International US$ 250.000 – duro (coberto) – 32S•31Q•16D                                    | Markéta Vondroušová                   | Anett Kontaveit                    | 6–4, 7–66        |
| 10 de abril | Ladies Open Biel Bienne Bienna, Suíça WTA International US$ 250.000 – duro (coberto) – 32S•31Q•16D                                    | Hsieh Su-wei Monica Niculescu         | Timea Bacsinszky Martina Hingis    | 5–7, 6–3, [10–7] |
| 17 de abril | Fed Cup: semifinais Tampa, Estados Unidos – saibro Minsk, Bielorrússia – duro (coberto) Competição de longa duração entre países – 8E | · Estados Unidos · Bielorrússia       | · Chéquia · Suíça                  | 3–2 3–2          |
| 24 de abril | Porsche Tennis Grand Prix Stuttgart, Alemanha WTA Premier US$ 776.000 – saibro (coberto) – 28S•32Q•16D                                | Laura Siegemund                       | Kristina Mladenovic                | 6–1, 2–6, 7–65   |
| 24 de abril | Porsche Tennis Grand Prix Stuttgart, Alemanha WTA Premier US$ 776.000 – saibro (coberto) – 28S•32Q•16D                                | Raquel Atawo Jeļena Ostapenko         | Abigail Spears Katarina Srebotnik  | 6–4, 6–4         |
| 24 de abril | TEB BNP Paribas Istanbul Cup Istambul, Turquia WTA International US$ 250.000 – saibro – 32S•24Q•16D                                   | Elina Svitolina                       | Elise Mertens                      | 6–2, 6–4         |
| 24 de abril | TEB BNP Paribas Istanbul Cup Istambul, Turquia WTA International US$ 250.000 – saibro – 32S•24Q•16D                                   | Dalila Jakupović · Nadiia Kichenok    | Nicole Melichar Elise Mertens      | 7–66, 6–2        |

#### Maio
| Semana de             | Torneio | Campeã(s)(o/ões)                     | Vice-campeã(s)(o/ões)             | Resultado         |
| --------------------- | --- | ------------------------------------ | --------------------------------- | ----------------- |
| 1º de maio            | J&T Banka Prague Open Praga, Tchéquia WTA International US$ 250.000 – saibro – 32S•32Q•16D                       | Mona Barthel                         | Kristýna Plíšková                 | 2–6, 7–5, 6–2     |
| 1º de maio            | J&T Banka Prague Open Praga, Tchéquia WTA International US$ 250.000 – saibro – 32S•32Q•16D                       | Anna-Lena Grönefeld Květa Peschke    | Lucie Hradecká Kateřina Siniaková | 6–4, 7–63         |
| 1º de maio            | Grand Prix de SAR La Princesse Lalla Meryem Rabat, Marrocos WTA International US$ 250.000 – saibro – 32S•32Q•16D | Anastasia Pavlyuchenkova             | Francesca Schiavone               | 7–5, 7–5          |
| 1º de maio            | Grand Prix de SAR La Princesse Lalla Meryem Rabat, Marrocos WTA International US$ 250.000 – saibro – 32S•32Q•16D | Tímea Babos Andrea Hlaváčková        | Nina Stojanović Maryna Zanevska   | 2–6, 6–3, [10–5]  |
| 8 de maio             | Mutua Madrid Open Madri, Espanha WTA Premier Mandatory € 5.924.318 – saibro – 64S•32Q•28D                        | Simona Halep                         | Kristina Mladenovic               | 7–5, 56–7, 6–2    |
| 8 de maio             | Mutua Madrid Open Madri, Espanha WTA Premier Mandatory € 5.924.318 – saibro – 64S•32Q•28D                        | Chan Yung-jan Martina Hingis         | Tímea Babos Andrea Hlaváčková     | 6–4, 6–3          |
| 15 de maio            | Internazionali BNL d'Italia Roma, Itália WTA Premier 5 € 3.076.495 – saibro – 56S•32Q•28D                        | Elina Svitolina                      | Simona Halep                      | 4–6, 7–5, 6–1     |
| 15 de maio            | Internazionali BNL d'Italia Roma, Itália WTA Premier 5 € 3.076.495 – saibro – 56S•32Q•28D                        | Chan Yung-jan · Martina Hingis       | Ekaterina Makarova Elena Vesnina  | 7–5, 7–64         |
| 22 de maio            | Internationaux de Strasbourg Estrasburgo, França WTA International US$ 250.000 – saibro – 32S•24Q•16D            | Samantha Stosur                      | Daria Gavrilova                   | 5–7, 6–4, 6–3     |
| 22 de maio            | Internationaux de Strasbourg Estrasburgo, França WTA International US$ 250.000 – saibro – 32S•24Q•16D            | Ashleigh Barty Casey Dellacqua       | Chan Hao-ching Chan Yung-jan      | 6–4, 6–2          |
| 22 de maio            | Nürnberger Versicherungscup Nuremberg, Alemanha WTA International US$ 250.000 – saibro – 32S•24Q•16D             | Kiki Bertens                         | Barbora Krejčíková                | 6–2, 6–1          |
| 22 de maio            | Nürnberger Versicherungscup Nuremberg, Alemanha WTA International US$ 250.000 – saibro – 32S•24Q•16D             | Nicole Melichar · Anna Smith         | Kirsten Flipkens Johanna Larsson  | 3–6, 6–3, [11–9]  |
| 29 de maio 5 de junho | Torneio de Roland Garros Paris, França Grand Slam € 16.562.000 – saibro – 128S•96Q•64D•32DM                      | Jeļena Ostapenko                     | Simona Halep                      | 4–6, 6–4, 6–3     |
| 29 de maio 5 de junho | Torneio de Roland Garros Paris, França Grand Slam € 16.562.000 – saibro – 128S•96Q•64D•32DM                      | Bethanie Mattek-Sands Lucie Šafářová | Ashleigh Barty Casey Dellacqua    | 6–2, 6–1          |
| 29 de maio 5 de junho | Torneio de Roland Garros Paris, França Grand Slam € 16.562.000 – saibro – 128S•96Q•64D•32DM                      | Gabriela Dabrowski · Rohan Bopanna   | Anna-Lena Grönefeld Robert Farah  | 2–6, 6–2, [12–10] |

#### Junho
| Semana de   | Torneio | Campeã(s)                             | Vice-campeã(s)                       | Resultado        |
| ----------- | --- | ------------------------------------- | ------------------------------------ | ---------------- |
| 12 de junho | Aegon Open Nottingham Nottingham, Reino Unido WTA International US$ 250.000 – grama – 32S•24Q•16D                        | Donna Vekić                           | Johanna Konta                        | 2–6, 7–63, 7–5   |
| 12 de junho | Aegon Open Nottingham Nottingham, Reino Unido WTA International US$ 250.000 – grama – 32S•24Q•16D                        | Monique Adamczak · Storm Sanders      | Jocelyn Rae Laura Robson             | 6–4, 4–6, [10–4] |
| 12 de junho | Ricoh Open Grass Court Championships 's-Hertogenbosch, Países Baixos WTA International US$ 250.000 – grama – 32S•24Q•16D | Anett Kontaveit                       | Natalia Vikhlyantseva                | 6–2, 6–3         |
| 12 de junho | Ricoh Open Grass Court Championships 's-Hertogenbosch, Países Baixos WTA International US$ 250.000 – grama – 32S•24Q•16D | Dominika Cibulková · Kirsten Flipkens | Kiki Bertens Demi Schuurs            | 4–6, 6–4, [10–6] |
| 19 de junho | Aegon Classic Birmingham Birmingham, Reino Unido WTA Premier US$ 885.040 – grama – 32S•32Q•16D                           | Petra Kvitová                         | Ashleigh Barty                       | 4–6, 6–3, 6–2    |
| 19 de junho | Aegon Classic Birmingham Birmingham, Reino Unido WTA Premier US$ 885.040 – grama – 32S•32Q•16D                           | Ashleigh Barty Casey Dellacqua        | Chan Hao-ching Zhang Shuai           | 6–1, 2–6, [10–8] |
| 19 de junho | Mallorca Open Maiorca, Espanha WTA International US$ 250.000 – grama – 32S•24Q•16D                                       | Anastasija Sevastova                  | Julia Görges                         | 6–4, 3–6, 6–3    |
| 19 de junho | Mallorca Open Maiorca, Espanha WTA International US$ 250.000 – grama – 32S•24Q•16D                                       | Chan Yung-jan Martina Hingis          | Jelena Janković Anastasija Sevastova | w.o.             |
| 26 de junho | Aegon International Eastbourne Eastbourne, Reino Unido WTA Premier US$ 819.000 – grama – 48S•24Q•16D                     | Karolína Plíšková                     | Caroline Wozniacki                   | 6–4, 6–4         |
| 26 de junho | Aegon International Eastbourne Eastbourne, Reino Unido WTA Premier US$ 819.000 – grama – 48S•24Q•16D                     | Chan Yung-jan Martina Hingis          | Ashleigh Barty Casey Dellacqua       | 6–3, 7–5         |

#### Julho
| Semana de              | Torneio                                                                                            | Campeã(s)(o/ões)                 | Vice-campeã(s)(o/ões)             | Resultado         |
| ---------------------- | -------------------------------------------------------------------------------------------------- | -------------------------------- | --------------------------------- | ----------------- |
| 3 de julho 10 de julho | Torneio de Wimbledon Londres, Reino Unido Grand Slam £ 15.000.400 – grama – 128S•96Q•64D•16QD•48DM | Garbiñe Muguruza                 | Venus Williams                    | 7–5, 6–0          |
| 3 de julho 10 de julho | Torneio de Wimbledon Londres, Reino Unido Grand Slam £ 15.000.400 – grama – 128S•96Q•64D•16QD•48DM | Ekaterina Makarova Elena Vesnina | Chan Hao-ching Monica Niculescu   | 6–0, 6–0          |
| 3 de julho 10 de julho | Torneio de Wimbledon Londres, Reino Unido Grand Slam £ 15.000.400 – grama – 128S•96Q•64D•16QD•48DM | Martina Hingis Jamie Murray      | Heather Watson Henri Kontinen     | 6–4, 6–4          |
| 17 de julho            | BRD Bucharest Open Bucareste, Romênia WTA International US$ 250.000 – saibro – 32S•32Q•16D         | Irina-Camelia Begu               | Julia Görges                      | 6–3, 7–5          |
| 17 de julho            | BRD Bucharest Open Bucareste, Romênia WTA International US$ 250.000 – saibro – 32S•32Q•16D         | Irina-Camelia Begu Raluca Olaru  | Elise Mertens Demi Schuurs        | 6–3, 6–3          |
| 17 de julho            | Ladies Championship Gstaad Gstaad, Suíça WTA International US$ 250.000 – saibro – 32S•24Q•16D      | Kiki Bertens                     | Anett Kontaveit                   | 6–4, 3–6, 6–1     |
| 17 de julho            | Ladies Championship Gstaad Gstaad, Suíça WTA International US$ 250.000 – saibro – 32S•24Q•16D      | Kiki Bertens Johanna Larsson     | Viktorija Golubic Nina Stojanović | 7–64, 4–6, [10–7] |
| 24 de julho            | Ericsson Open Båstad, Suécia WTA International US$ 250.000 – saibro – 32S•24Q•16D                  | Kateřina Siniaková               | Caroline Wozniacki                | 6–3, 6–4          |
| 24 de julho            | Ericsson Open Båstad, Suécia WTA International US$ 250.000 – saibro – 32S•24Q•16D                  | Quirine Lemoine · Arantxa Rus    | María Irigoyen Barbora Krejčíková | 3–6, 6–3, [10–8]  |
| 24 de julho            | Jiangxi Open Nanchang, China WTA International US$ 250.000 – duro – 32S•24Q•16D                    | Peng Shuai                       | Nao Hibino                        | 6–3, 6–2          |
| 24 de julho            | Jiangxi Open Nanchang, China WTA International US$ 250.000 – duro – 32S•24Q•16D                    | Jiang Xinyu · Tang Qianhui       | Alla Kudryavtseva Arina Rodionova | 6–3, 6–2          |
| 31 de julho            | Bank of the West Classic Stanford, Estados Unidos WTA Premier US$ 776.000 – duro – 28S•16Q•16D     | Madison Keys                     | Coco Vandeweghe                   | 7–64, 6–4         |
| 31 de julho            | Bank of the West Classic Stanford, Estados Unidos WTA Premier US$ 776.000 – duro – 28S•16Q•16D     | Abigail Spears · Coco Vandeweghe | Alizé Cornet Alicja Rosolska      | 6–2, 6–3          |
| 31 de julho            | Citi Open Washington, Estados Unidos WTA International US$ 250.000 – duro – 32S•16Q•15D            | Ekaterina Makarova               | Julia Görges                      | 3–6, 7–62, 6–0    |
| 31 de julho            | Citi Open Washington, Estados Unidos WTA International US$ 250.000 – duro – 32S•16Q•15D            | Shuko Aoyama Renata Voráčová     | Eugenie Bouchard Sloane Stephens  | 6–3, 6–2          |

#### Agosto
| Semana de                  | Torneio                                                                                             | Campeã(s)(o/ões)                   | Vice-campeã(s)(o/ões)             | Resultado        |
| -------------------------- | --------------------------------------------------------------------------------------------------- | ---------------------------------- | --------------------------------- | ---------------- |
| 7 agosto                   | Rogers Cup Toronto, Canadá WTA Premier 5 US$ 2.735.139 – duro – 56S•48Q•28D                         | Elina Svitolina                    | Caroline Wozniacki                | 6–4, 6–0         |
| 7 agosto                   | Rogers Cup Toronto, Canadá WTA Premier 5 US$ 2.735.139 – duro – 56S•48Q•28D                         | Ekaterina Makarova · Elena Vesnina | Anna-Lena Grönefeld Květa Peschke | 6–0, 6–4         |
| 14 de agosto               | Western & Southern Open Cincinnati, Estados Unidos WTA Premier 5 US$ 2.836.904 – duro – 56S•48Q•28D | Garbiñe Muguruza                   | Simona Halep                      | 6–1, 6–0         |
| 14 de agosto               | Western & Southern Open Cincinnati, Estados Unidos WTA Premier 5 US$ 2.836.904 – duro – 56S•48Q•28D | Chan Yung-jan Martina Hingis       | Hsieh Su-wei Monica Niculescu     | 4–6, 6–4, [10–7] |
| 21 de agosto               | Connecticut Open New Haven, Estados Unidos WTA Premier US$ 776.000 – duro – 30S•48Q•16D             | Daria Gavrilova                    | Dominika Cibulková                | 4–6, 6–3, 6–4    |
| 21 de agosto               | Connecticut Open New Haven, Estados Unidos WTA Premier US$ 776.000 – duro – 30S•48Q•16D             | Gabriela Dabrowski Xu Yifan        | Ashleigh Barty Casey Dellacqua    | 3–6, 6–3, [10–8] |
| 28 de agosto 4 de setembro | US Open Nova York, Estados Unidos Grand Slam US$ 24.443.400 – duro – 128S•128Q•64D•32DM             | Sloane Stephens                    | Madison Keys                      | 6–3, 6–0         |
| 28 de agosto 4 de setembro | US Open Nova York, Estados Unidos Grand Slam US$ 24.443.400 – duro – 128S•128Q•64D•32DM             | Chan Yung-jan Martina Hingis       | Lucie Hradecká Kateřina Siniaková | 6–3, 6–2         |
| 28 de agosto 4 de setembro | US Open Nova York, Estados Unidos Grand Slam US$ 24.443.400 – duro – 128S•128Q•64D•32DM             | Martina Hingis Jamie Murray        | Chan Hao-ching Michael Venus      | 6–1, 4–6, [10–8] |

#### Setembro
| Semana de      | Torneio | Campeã(s)                                  | Vice-campeã(s)                     | Resultado         |
| -------------- | --- | ------------------------------------------ | ---------------------------------- | ----------------- |
| 11 de setembro | Coupe Banque Nationale Quebec, Canadá WTA International US$ 250.000 – carpete (coberto) – 32S•24Q•16D             | Alison Van Uytvanck                        | Tímea Babos                        | 5–7, 6–4, 6–1     |
| 11 de setembro | Coupe Banque Nationale Quebec, Canadá WTA International US$ 250.000 – carpete (coberto) – 32S•24Q•16D             | Tímea Babos · Andrea Hlaváčková            | Bianca Andreescu Carson Branstine  | 6–3, 6–1          |
| 11 de setembro | Japan Women's Open Tennis Tóquio, Japão WTA International US$ 250.000 – duro – 32S•32Q•16D                        | Zarina Diyas                               | Miyu Kato                          | 6–2, 7–5          |
| 11 de setembro | Japan Women's Open Tennis Tóquio, Japão WTA International US$ 250.000 – duro – 32S•32Q•16D                        | Shuko Aoyama · Yang Zhaoxuan               | Monique Adamczak Storm Sanders     | 6–0, 2–6, [10–5]  |
| 18 de setembro | Toray Pan Pacific Open Tóquio, Japão WTA Premier US$ 1.000.000 – duro – 28S•32Q•16D                               | Caroline Wozniacki                         | Anastasia Pavlyuchenkova           | 6–0, 7–5          |
| 18 de setembro | Toray Pan Pacific Open Tóquio, Japão WTA Premier US$ 1.000.000 – duro – 28S•32Q•16D                               | Andreja Klepač María José Martínez Sánchez | Daria Gavrilova Daria Kasatkina    | 6–3, 6–2          |
| 18 de setembro | Guangzhou International Women's Open Cantão, China WTA International US$ 250.000 – duro – 32S•24Q•16D             | Zhang Shuai                                | Aleksandra Krunić                  | 6–2, 3–6, 6–2     |
| 18 de setembro | Guangzhou International Women's Open Cantão, China WTA International US$ 250.000 – duro – 32S•24Q•16D             | Elise Mertens Demi Schuurs                 | Monique Adamczak Storm Sanders     | 6–2, 6–3          |
| 18 de setembro | KEB Hana Bank • Incheon Airport Korea Open Seul, Coreia do Sul WTA International US$ 250.000 – duro – 32S•24Q•16D | Jeļena Ostapenko                           | Beatriz Haddad Maia                | 56–7, 6–1, 6–4    |
| 18 de setembro | KEB Hana Bank • Incheon Airport Korea Open Seul, Coreia do Sul WTA International US$ 250.000 – duro – 32S•24Q•16D | Kiki Bertens · Johanna Larsson             | Luksika Kumkhum Peangtarn Plipuech | 6–4, 6–1          |
| 25 de setembro | Dongfeng Motor Wuhan Open Wuhan, China WTA Premier 5 US$ 2.666.000 – duro – 56S•32Q•28D                           | Caroline Garcia                            | Ashleigh Barty                     | 36–7, 7–64, 6–2   |
| 25 de setembro | Dongfeng Motor Wuhan Open Wuhan, China WTA Premier 5 US$ 2.666.000 – duro – 56S•32Q•28D                           | Chan Yung-jan Martina Hingis               | Shuko Aoyama Yang Zhaoxuan         | 7–65, 3–6, [10–4] |
| 25 de setembro | Tashkent Open Tashkent, Uzbequistão WTA International US$ 250.000 – duro – 32S•16Q•16D                            | Kateryna Bondarenko                        | Tímea Babos                        | 6–4, 6–4          |
| 25 de setembro | Tashkent Open Tashkent, Uzbequistão WTA International US$ 250.000 – duro – 32S•16Q•16D                            | Tímea Babos Andrea Hlaváčková              | Nao Hibino Oksana Kalashnikova     | 7–5, 6–4          |

#### Outubro
| Semana de     | Torneio | Campeã(s)                          | Vice-campeã(s)                    | Resultado         |
| ------------- | --- | ---------------------------------- | --------------------------------- | ----------------- |
| 2 de outubro  | China Open Pequim, China WTA Premier Mandatory US$ 7.027.063 – duro – 61S•32Q•28D                                             | Caroline Garcia                    | Simona Halep                      | 6–4, 7–63         |
| 2 de outubro  | China Open Pequim, China WTA Premier Mandatory US$ 7.027.063 – duro – 61S•32Q•28D                                             | Chan Yung-jan Martina Hingis       | Tímea Babos Andrea Hlaváčková     | 6–1, 6–4          |
| 9 de outubro  | Prudential Hong Kong Tennis Open · Hong Kong · WTA International · US$ 500.000 – duro – 32S•24Q•16D                           | Anastasia Pavlyuchenkova           | Daria Gavrilova                   | 5–7, 6–3, 7–63    |
| 9 de outubro  | Prudential Hong Kong Tennis Open · Hong Kong · WTA International · US$ 500.000 – duro – 32S•24Q•16D                           | Chan Hao-ching · Chan Yung-jan     | Lu Jiajing Wang Qiang             | 6–1, 6–1          |
| 9 de outubro  | Upper Austria Ladies Linz Linz, Áustria WTA International US$ 250.000 – duro (coberto) – 32S•32Q•16D                          | Barbora Strýcová                   | Magdaléna Rybáriková              | 6–4, 6–1          |
| 9 de outubro  | Upper Austria Ladies Linz Linz, Áustria WTA International US$ 250.000 – duro (coberto) – 32S•32Q•16D                          | Kiki Bertens · Johanna Larsson     | Natela Dzalamidze Xenia Knoll     | 3–6, 6–3, [10–4]  |
| 9 de outubro  | Tianjin Open Tianjin, China WTA International US$ 500.000 – duro – 32S•24Q•16D                                                | Maria Sharapova                    | Aryna Sabalenka                   | 7–5, 7–68         |
| 9 de outubro  | Tianjin Open Tianjin, China WTA International US$ 500.000 – duro – 32S•24Q•16D                                                | Irina-Camelia Begu Sara Errani     | Dalila Jakupović Nina Stojanović  | 6–4, 6–3          |
| 16 de outubro | VTB Kremlin Cup Moscou, Rússia WTA Premier US$ 790.208 – duro (coberto) – 28S•32Q•16D                                         | Julia Görges                       | Daria Kasatkina                   | 6–1, 6–2          |
| 16 de outubro | VTB Kremlin Cup Moscou, Rússia WTA Premier US$ 790.208 – duro (coberto) – 28S•32Q•16D                                         | Tímea Babos · Andrea Hlaváčková    | Nicole Melichar Anna Smith        | 6–2, 3–6, [10–3]  |
| 16 de outubro | BGL BNP Paribas Luxembourg Open Luxemburgo, Luxemburgo WTA International US$ 250.000 – duro (coberto) – 32S•32Q•16D           | Carina Witthöft                    | Mónica Puig                       | 6–3, 7–5          |
| 16 de outubro | BGL BNP Paribas Luxembourg Open Luxemburgo, Luxemburgo WTA International US$ 250.000 – duro (coberto) – 32S•32Q•16D           | Lesley Kerkhove · Lidziya Marozava | Eugenie Bouchard Kirsten Flipkens | 46–7, 6–4, [10–6] |
| 23 de outubro | BNP Paribas WTA Finals Singapore · Singapura · Torneio de fim de temporada · US$ 6.944.000 – duro (coberto) – 8S•8D           | Caroline Wozniacki                 | Venus Williams                    | 6–4, 6–4          |
| 23 de outubro | BNP Paribas WTA Finals Singapore · Singapura · Torneio de fim de temporada · US$ 6.944.000 – duro (coberto) – 8S•8D           | Tímea Babos Andrea Hlaváčková      | Kiki Bertens Johanna Larsson      | 4–6, 6–4, [10–5]  |
| 30 de outubro | Hengqin Life WTA Elite Trophy Zhuhai Zhuhai, China Competição de fim de temporada – suplementar US$ 2.452.035 – duro – 12S•6D | Julia Görges                       | Coco Vandeweghe                   | 7–5, 6–1          |
| 30 de outubro | Hengqin Life WTA Elite Trophy Zhuhai Zhuhai, China Competição de fim de temporada – suplementar US$ 2.452.035 – duro – 12S•6D | Duan Yingying Han Xinyun           | Lu Jingjing Zhang Shuai           | 6–2, 6–1          |

#### Novembro
| Semana de     | Torneio                                                                                           | Campeã(s)                                                                         | Vice-campeã(s)                                                                         | Resultado |
| ------------- | ------------------------------------------------------------------------------------------------- | --------------------------------------------------------------------------------- | -------------------------------------------------------------------------------------- | --------- |
| 6 de novembro | Fed Cup: final Minsk, Bielorrússia – duro (coberto) Competição de longa duração entre países – 8E | Estados Unidos · Alison Riske · Shelby Rogers · Sloane Stephens · Coco Vandeweghe | Bielorrússia · Vera Lapko · Lidziya Marozava · Aryna Sabalenka · Aliaksandra Sasnovich | 3–2       |

## Estatísticas
Esta seção apresenta os títulos conquistados em simples, duplas, duplas mistas e por equipes em diversas configurações: classificação por jogador e país – sem caráter oficial; e levantamento de debutantes e defensores dos troféus, baseados nas informações apresentadas na seção Mês a mês. Eventualmente, pode dispor de seções extras com outras variáveis.
Nas duas tabelas introdutórias, jogadores e países são classificados com base nas categorias de torneios disponíveis na temporada (que podem não aparecer em determinado ano ou trocarem de nome), de acordo com o apresentado no início do artigo, na infocaixa à direita.
Os critérios de desempate nessas tabelas são:
1. Total de títulos;
  1. Na subseção País, se uma dupla de tenistas que compartilha a conterraneidade vencer um torneio, sua nação computará apenas 1 ponto.
2. Total de títulos por categoria;
  1. A categoria à esquerda sempre vale mais que qualquer uma à direita, com os eventos do Grand Slam encabeçando a lista;
  2. A coluna Outros está situada à direita de todas, inclusive do somatório Simples/Duplas/Duplas Mistas, por sua natureza específica, mas obviamente seus números são somados à coluna Total;
  3. Outros geralmente inclui os torneios por equipes que ocorrem durante a temporada;
  4. Para a contabilização dos torneios por equipes, são considerados(as) apenas os(as) jogadores(as) que forem convocados(as) para:
    1. Torneio de longa duração: jogo final – se for isolado dos outros – ou fase final – se ela ocorrer em um curto período com várias equipes na mesma sede;
    2. Torneio de curta duração.
3. Modalidade;
  1. Simples (S) > Duplas (D) > Duplas mistas (DM);
4. Ordem alfabética pelo sobrenome do(a) tenista em Títulos por jogadora, ou nome do país em Títulos por país.

### Títulos por jogadora
| 11 | Martina Hingis              |   | 1 | 2 |   |   |   | 3 |   | 3 |   | 1 |   | 1 | 0 | 9  | 2 |   |
| 11 | Chan Yung-jan               |   | 1 |   |   |   |   | 3 |   | 3 |   | 1 | 3 |   | 0 | 11 | 0 |   |
| 7  | Tímea Babos                 |   |   |   |   | 1 |   |   |   |   |   | 2 | 1 | 3 | 1 | 6  | 0 |   |
| 6  | Andrea Hlavácková           |   |   |   |   | 1 |   |   |   |   |   | 2 | 1 | 3 | 1 | 6  | 0 |   |
| 6  | Kiki Bertens                |   |   |   |   |   |   |   |   |   |   |   | 2 | 4 | 2 | 4  | 0 |   |
| 5  | Elina Svitolina             |   |   |   |   |   |   |   | 3 |   |   |   | 2 |   | 5 | 0  | 0 |   |
| 4  | Bethanie Mattek-Sands       |   | 2 |   |   |   |   |   |   |   |   | 2 |   |   | 0 | 4  | 0 |   |
| 4  | Elena Vesnina               |   | 1 |   |   |   | 1 |   |   | 2 |   |   |   |   | 1 | 3  | 0 |   |
| 4  | Ekaterina Makarova          |   | 1 |   |   |   |   |   |   | 2 |   |   | 1 |   | 1 | 3  | 0 |   |
| 4  | Jeļena Ostapenko            | 1 |   |   |   |   |   |   |   |   |   | 2 | 1 |   | 2 | 2  | 0 |   |
| 4  | Anastasia Pavlyuchenkova    |   |   |   |   |   |   |   |   |   |   | 1 | 3 |   | 3 | 1  | 0 |   |
| 4  | Ashleigh Barty              |   |   |   |   |   |   |   |   |   |   | 1 | 1 | 2 | 1 | 3  | 0 |   |
| 4  | Johanna Larsson             |   |   |   |   |   |   |   |   |   |   |   |   | 4 | 0 | 4  | 0 |   |
| 3  | Lucie Šafárová              |   | 2 |   |   |   |   |   |   |   |   | 1 |   |   | 0 | 3  | 0 |   |
| 3  | Gabriela Dabrowski          |   |   | 1 |   |   |   | 1 |   |   |   | 1 |   |   | 0 | 2  | 1 |   |
| 3  | Abigail Spears              |   |   | 1 |   |   |   |   |   |   |   | 2 |   |   | 0 | 2  | 1 |   |
| 3  | Karolína Plíšková           |   |   |   |   |   |   |   |   |   | 3 |   |   |   | 3 | 0  | 0 |   |
| 3  | Casey Dellacqua             |   |   |   |   |   |   |   |   |   |   | 1 |   | 2 | 0 | 3  | 0 |   |
| 3  | Irina-Camelia Begu          |   |   |   |   |   |   |   |   |   |   |   | 1 | 2 | 1 | 2  | 0 |   |
| 2  | Garbiñe Muguruza            | 1 |   |   |   |   |   |   | 1 |   |   |   |   |   | 2 | 0  | 0 |   |
| 2  | Sloane Stephens             | 1 |   |   |   |   |   |   |   |   |   |   |   |   | 1 | 0  | 0 | 1 |
| 2  | Julia Görges                |   |   |   | 1 |   |   |   |   |   | 1 |   |   |   | 2 | 0  | 0 |   |
| 2  | Caroline Wozniacki          |   |   |   | 1 |   |   |   |   |   | 1 |   |   |   | 2 | 0  | 0 |   |
| 2  | Caroline Garcia             |   |   |   |   |   | 1 |   | 1 |   |   |   |   |   | 2 | 0  | 0 |   |
| 2  | Johanna Konta               |   |   |   |   |   | 1 |   |   |   | 1 |   |   |   | 2 | 0  | 0 |   |
| 2  | Xu Yifan                    |   |   |   |   |   |   | 1 |   |   |   | 1 |   |   | 0 | 2  | 0 |   |
| 2  | Alicja Rosolska             |   |   |   |   |   |   |   |   |   |   | 1 |   | 1 | 0 | 2  | 0 |   |
| 2  | Kristina Mladenovic         |   |   |   |   |   |   |   |   |   | 1 |   |   |   | 1 | 0  | 0 | 1 |
| 2  | Coco Vandeweghe             |   |   |   |   |   |   |   |   |   |   | 1 |   |   | 0 | 1  | 0 | 1 |
| 2  | Katerina Siniaková          |   |   |   |   |   |   |   |   |   |   |   | 2 |   | 2 | 0  | 0 |   |
| 2  | Elise Mertens               |   |   |   |   |   |   |   |   |   |   |   | 1 | 1 | 1 | 1  | 0 |   |
| 2  | Peng Shuai                  |   |   |   |   |   |   |   |   |   |   |   | 1 | 1 | 1 | 1  | 0 |   |
| 2  | Shuko Aoyama                |   |   |   |   |   |   |   |   |   |   |   |   | 2 | 0 | 2  | 0 |   |
| 2  | Chan Hao-ching              |   |   |   |   |   |   |   |   |   |   |   |   | 2 | 0 | 2  | 0 |   |
| 2  | Hsieh Su-wei                |   |   |   |   |   |   |   |   |   |   |   |   | 2 | 0 | 2  | 0 |   |
| 2  | Raluca Olaru                |   |   |   |   |   |   |   |   |   |   |   |   | 2 | 0 | 2  | 0 |   |
| 1  | Serena Williams             | 1 |   |   |   |   |   |   |   |   |   |   |   |   | 1 | 0  | 0 |   |
| 1  | Duan Yingying               |   |   |   |   | 1 |   |   |   |   |   |   |   |   | 0 | 1  | 0 |   |
| 1  | Han Xinyun                  |   |   |   |   | 1 |   |   |   |   |   |   |   |   | 0 | 1  | 0 |   |
| 1  | Simona Halep                |   |   |   |   |   | 1 |   |   |   |   |   |   |   | 1 | 0  | 0 |   |
| 1  | Daria Gavrilova             |   |   |   |   |   |   |   |   |   | 1 |   |   |   | 1 | 0  | 0 |   |
| 1  | Daria Kasatkina             |   |   |   |   |   |   |   |   |   | 1 |   |   |   | 1 | 0  | 0 |   |
| 1  | Madison Keys                |   |   |   |   |   |   |   |   |   | 1 |   |   |   | 1 | 0  | 0 |   |
| 1  | Petra Kvitová               |   |   |   |   |   |   |   |   |   | 1 |   |   |   | 1 | 0  | 0 |   |
| 1  | Laura Siegemund             |   |   |   |   |   |   |   |   |   | 1 |   |   |   | 1 | 0  | 0 |   |
| 1  | Raquel Atawo                |   |   |   |   |   |   |   |   |   |   | 1 |   |   | 0 | 1  | 0 |   |
| 1  | Andreja Klepac              |   |   |   |   |   |   |   |   |   |   | 1 |   |   | 0 | 1  | 0 |   |
| 1  | María José Martínez Sánchez |   |   |   |   |   |   |   |   |   |   | 1 |   |   | 0 | 1  | 0 |   |
| 1  | Sania Mirza                 |   |   |   |   |   |   |   |   |   |   | 1 |   |   | 0 | 1  | 0 |   |
| 1  | Katarina Srebotnik          |   |   |   |   |   |   |   |   |   |   | 1 |   |   | 0 | 1  | 0 |   |
| 1  | Mona Barthel                |   |   |   |   |   |   |   |   |   |   |   | 1 |   | 1 | 0  | 0 |   |
| 1  | Kateryna Bondarenko         |   |   |   |   |   |   |   |   |   |   |   | 1 |   | 1 | 0  | 0 |   |
| 1  | Lauren Davis                |   |   |   |   |   |   |   |   |   |   |   | 1 |   | 1 | 0  | 0 |   |
| 1  | Zarina Diyas                |   |   |   |   |   |   |   |   |   |   |   | 1 |   | 1 | 0  | 0 |   |
| 1  | Anett Kontaveit             |   |   |   |   |   |   |   |   |   |   |   | 1 |   | 1 | 0  | 0 |   |
| 1  | Francesca Schiavone         |   |   |   |   |   |   |   |   |   |   |   | 1 |   | 1 | 0  | 0 |   |
| 1  | Anastasija Sevastova        |   |   |   |   |   |   |   |   |   |   |   | 1 |   | 1 | 0  | 0 |   |
| 1  | Maria Sharapova             |   |   |   |   |   |   |   |   |   |   |   | 1 |   | 1 | 0  | 0 |   |
| 1  | Samantha Stosur             |   |   |   |   |   |   |   |   |   |   |   | 1 |   | 1 | 0  | 0 |   |
| 1  | Barbora Strýcová            |   |   |   |   |   |   |   |   |   |   |   | 1 |   | 1 | 0  | 0 |   |
| 1  | Lesia Tsurenko              |   |   |   |   |   |   |   |   |   |   |   | 1 |   | 1 | 0  | 0 |   |
| 1  | Alison Van Uytvanck         |   |   |   |   |   |   |   |   |   |   |   | 1 |   | 1 | 0  | 0 |   |
| 1  | Donna Vekic                 |   |   |   |   |   |   |   |   |   |   |   | 1 |   | 1 | 0  | 0 |   |
| 1  | Markéta Vondroušová         |   |   |   |   |   |   |   |   |   |   |   | 1 |   | 1 | 0  | 0 |   |
| 1  | Carina Witthöft             |   |   |   |   |   |   |   |   |   |   |   | 1 |   | 1 | 0  | 0 |   |
| 1  | Zhang Shuai                 |   |   |   |   |   |   |   |   |   |   |   | 1 |   | 1 | 0  | 0 |   |
| 1  | Monique Adamczak            |   |   |   |   |   |   |   |   |   |   |   |   | 1 | 0 | 1  | 0 |   |
| 1  | Dominika Cibulková          |   |   |   |   |   |   |   |   |   |   |   |   | 1 | 0 | 1  | 0 |   |
| 1  | Sara Errani                 |   |   |   |   |   |   |   |   |   |   |   |   | 1 | 0 | 1  | 0 |   |
| 1  | Kirsten Flipkens            |   |   |   |   |   |   |   |   |   |   |   |   | 1 | 0 | 1  | 0 |   |
| 1  | Anna-Lena Grönefeld         |   |   |   |   |   |   |   |   |   |   |   |   | 1 | 0 | 1  | 0 |   |
| 1  | Beatriz Haddad Maia         |   |   |   |   |   |   |   |   |   |   |   |   | 1 | 0 | 1  | 0 |   |
| 1  | Nao Hibino                  |   |   |   |   |   |   |   |   |   |   |   |   | 1 | 0 | 1  | 0 |   |
| 1  | Dalila Jakupovic            |   |   |   |   |   |   |   |   |   |   |   |   | 1 | 0 | 1  | 0 |   |
| 1  | Jiang Xinyu                 |   |   |   |   |   |   |   |   |   |   |   |   | 1 | 0 | 1  | 0 |   |
| 1  | Darija Jurak                |   |   |   |   |   |   |   |   |   |   |   |   | 1 | 0 | 1  | 0 |   |
| 1  | Oksana Kalashnikova         |   |   |   |   |   |   |   |   |   |   |   |   | 1 | 0 | 1  | 0 |   |
| 1  | Lesley Kerkhove             |   |   |   |   |   |   |   |   |   |   |   |   | 1 | 0 | 1  | 0 |   |
| 1  | Nadiia Kichenok             |   |   |   |   |   |   |   |   |   |   |   |   | 1 | 0 | 1  | 0 |   |
| 1  | Quirine Lemoine             |   |   |   |   |   |   |   |   |   |   |   |   | 1 | 0 | 1  | 0 |   |
| 1  | Lidziya Marozava            |   |   |   |   |   |   |   |   |   |   |   |   | 1 | 0 | 1  | 0 |   |
| 1  | Nicole Melichar             |   |   |   |   |   |   |   |   |   |   |   |   | 1 | 0 | 1  | 0 |   |
| 1  | Monica Niculescu            |   |   |   |   |   |   |   |   |   |   |   |   | 1 | 0 | 1  | 0 |   |
| 1  | Kveta Peschke               |   |   |   |   |   |   |   |   |   |   |   |   | 1 | 0 | 1  | 0 |   |
| 1  | Nadia Podoroska             |   |   |   |   |   |   |   |   |   |   |   |   | 1 | 0 | 1  | 0 |   |
| 1  | Anastasia Rodionova         |   |   |   |   |   |   |   |   |   |   |   |   | 1 | 0 | 1  | 0 |   |
| 1  | Arantxa Rus                 |   |   |   |   |   |   |   |   |   |   |   |   | 1 | 0 | 1  | 0 |   |
| 1  | Storm Sanders               |   |   |   |   |   |   |   |   |   |   |   |   | 1 | 0 | 1  | 0 |   |
| 1  | Olga Savchuk                |   |   |   |   |   |   |   |   |   |   |   |   | 1 | 0 | 1  | 0 |   |
| 1  | Demi Schuurs                |   |   |   |   |   |   |   |   |   |   |   |   | 1 | 0 | 1  | 0 |   |
| 1  | Anna Smith                  |   |   |   |   |   |   |   |   |   |   |   |   | 1 | 0 | 1  | 0 |   |
| 1  | Tang Qianhui                |   |   |   |   |   |   |   |   |   |   |   |   | 1 | 0 | 1  | 0 |   |
| 1  | Renata Vorácová             |   |   |   |   |   |   |   |   |   |   |   |   | 1 | 0 | 1  | 0 |   |
| 1  | Yang Zhaoxuan               |   |   |   |   |   |   |   |   |   |   |   |   | 1 | 0 | 1  | 0 |   |
| 1  | Alison Riske                |   |   |   |   |   |   |   |   |   |   |   |   |   | 0 | 0  | 0 | 1 |
| 1  | Shelby Rogers               |   |   |   |   |   |   |   |   |   |   |   |   |   | 0 | 0  | 0 | 1 |

### Títulos por país
| 19 | Chéquia        |   | 2 |   |   | 1 |   |   |   |   | 4 | 2 | 4 | 6 | 8 | 11 | 0 |   |
| 14 | Estados Unidos | 2 | 2 | 1 |   |   |   |   |   |   | 1 | 5 | 1 | 1 | 4 | 8  | 1 | 1 |
| 13 | Taipé Chinesa  |   | 1 |   |   |   |   | 3 |   | 3 |   | 1 |   | 5 | 0 | 13 | 0 |   |
| 11 | Suíça          |   | 1 | 2 |   |   |   | 3 |   | 3 | 1 |   |   | 1 | 0 | 9  | 2 |   |
| 11 | Rússia         |   | 1 |   |   |   | 1 |   |   | 2 | 1 | 1 | 5 |   | 7 | 4  | 0 |   |
| 9  | Ucrânia        |   |   |   |   |   |   |   | 3 |   |   |   | 4 | 2 | 7 | 2  | 0 |   |
| 9  | Países Baixos  |   |   |   |   |   |   |   |   |   |   |   | 2 | 7 | 2 | 7  | 0 |   |
| 8  | China          |   |   |   |   | 1 |   | 1 |   |   |   | 1 | 2 | 3 | 2 | 6  | 0 |   |
| 8  | Austrália      |   |   |   |   |   |   |   |   |   | 1 | 1 | 2 | 4 | 3 | 5  | 0 |   |
| 7  | Hungria        |   |   |   |   | 1 |   |   |   |   |   | 2 | 1 | 3 | 1 | 6  | 0 |   |
| 6  | Alemanha       |   |   |   | 1 |   |   |   |   |   | 2 |   | 2 | 1 | 5 | 1  | 0 |   |
| 6  | Roménia        |   |   |   |   |   | 1 |   |   |   |   |   | 1 | 4 | 2 | 4  | 0 |   |
| 5  | Letónia        | 1 |   |   |   |   |   |   |   |   |   | 2 | 2 |   | 3 | 2  | 0 |   |
| 4  | França         |   |   |   |   |   | 1 |   | 1 |   | 1 |   |   |   | 3 | 0  | 0 | 1 |
| 4  | Bélgica        |   |   |   |   |   |   |   |   |   |   |   | 2 | 2 | 2 | 2  | 0 |   |
| 4  | Suécia         |   |   |   |   |   |   |   |   |   |   |   |   | 4 | 0 | 4  | 0 |   |
| 3  | Canadá         |   |   | 1 |   |   |   | 1 |   |   |   | 1 |   |   | 0 | 2  | 1 |   |
| 3  | Espanha        | 1 |   |   |   |   |   |   | 1 |   |   | 1 |   |   | 2 | 1  | 0 |   |
| 3  | Grã-Bretanha   |   |   |   |   |   | 1 |   |   |   | 1 |   |   | 1 | 2 | 1  | 0 |   |
| 3  | Eslovénia      |   |   |   |   |   |   |   |   |   |   | 2 |   | 1 | 0 | 3  | 0 |   |
| 3  | Japão          |   |   |   |   |   |   |   |   |   |   |   |   | 3 | 0 | 3  | 0 |   |
| 2  | Dinamarca      |   |   |   | 1 |   |   |   |   |   | 1 |   |   |   | 2 | 0  | 0 |   |
| 2  | Polónia        |   |   |   |   |   |   |   |   |   |   | 1 |   | 1 | 0 | 2  | 0 |   |
| 2  | Croácia        |   |   |   |   |   |   |   |   |   |   |   | 1 | 1 | 1 | 1  | 0 |   |
| 2  | Itália         |   |   |   |   |   |   |   |   |   |   |   | 1 | 1 | 1 | 1  | 0 |   |
| 1  | Índia          |   |   |   |   |   |   |   |   |   |   | 1 |   |   | 0 | 1  | 0 |   |
| 1  | Cazaquistão    |   |   |   |   |   |   |   |   |   |   |   | 1 |   | 1 | 0  | 0 |   |
| 1  | Estónia        |   |   |   |   |   |   |   |   |   |   |   | 1 |   | 1 | 0  | 0 |   |
| 1  | Argentina      |   |   |   |   |   |   |   |   |   |   |   |   | 1 | 0 | 1  | 0 |   |
| 1  | Bielorrússia   |   |   |   |   |   |   |   |   |   |   |   |   | 1 | 0 | 1  | 0 |   |
| 1  | Brasil         |   |   |   |   |   |   |   |   |   |   |   |   | 1 | 0 | 1  | 0 |   |
| 1  | Eslováquia     |   |   |   |   |   |   |   |   |   |   |   |   | 1 | 0 | 1  | 0 |   |
| 1  | Geórgia        |   |   |   |   |   |   |   |   |   |   |   |   | 1 | 0 | 1  | 0 |   |

### Informações sobre os títulos

#### Debutantes
Jogadoras e/ou equipes que foram campeãs pela primeira vez nas respectivas modalidades:
Simples
- Ashleigh Barty – Kuala Lumpur
- Lauren Davis – Auckland
- Zarina Diyas – Tóquio (International)
- Daria Gavrilova – New Haven
- Daria Kasatkina – Charleston
- Anett Kontaveit – 's-Hertogenbosch
- Elise Mertens – Hobart
- Kristina Mladenovic – São Petersburgo
- Jeļena Ostapenko – Roland Garros
- Kateřina Siniaková – Shenzhen
- Alison Van Uytvanck – Quebec
- Markéta Vondroušová – Bienna
- Carina Witthöft – Luxemburgo

Duplas
- Monique Adamczak – Nottingham
- Dominika Cibulková – 's-Hertogenbosch
- Nao Hibino – Monterrey
- Dalila Jakupović – Istambul
- Jiang Xinyu – Nanchang
- Lesley Kerkhove – Luxemburgo
- Quirine Lemoine – Båstad
- Lidziya Marozava – Luxemburgo
- Nicole Melichar – Nuremberg
- Jeļena Ostapenko – São Petersburgo
- Nadia Podoroska – Bogotá
- Arantxa Rus – Båstad
- Storm Sanders – Nottingham
- Anna Smith – Nuremberg
- Tang Qianhui – Nanchang

Duplas mistas
- Gabriela Dabrowski – Roland Garros
- Abigail Spears – Australian Open

#### Defensoras
Jogadoras e/ou equipes que foram campeãs na edição anterior e repetiram o feito na atual temporada nos respectivos torneios e modalidades:
Simples
- Kiki Bertens – Nuremberg
- Simona Halep – Madri

Duplas
- Shuko Aoyama – Tóquio (International)
- Kiki Bertens – Linz
- Chan Hao-ching – Hong Kong
- Chan Yung-jan – Hong Kong
- Andrea Hlaváčková – Quebec, Moscou
- Martina Hingis – Roma
- Johanna Larsson – Linz, Seul
- Ekaterina Makarova – Montreal/Toronto
- Sania Mirza – Brisbane
- Abigail Spears – Stanford
- Elena Vesnina – Montreal/Toronto

### Prêmios em dinheiro
Em 6 de novembro de 2017.
| #  | Jogadora           | Simples       | Duplas      | Mistas     | Total         |
| -- | ------------------ | ------------- | ----------- | ---------- | ------------- |
| 1  | Venus Williams     | US$ 5.468.741 | US$ 0       | US$ 0      | US$ 5.468.741 |
| 2  | Garbiñe Muguruza   | US$ 5.079.898 | US$ 3.559   | US$ 0      | US$ 5.433.457 |
| 3  | Simona Halep       | US$ 4.627.957 | US$ 47.270  | US$ 0      | US$ 5.275.227 |
| 4  | Caroline Wozniacki | US$ 4.748.518 | US$ 0       | US$ 0      | US$ 4.748.518 |
| 5  | Sloane Stephens    | US$ 4.065.966 | US$ 32.037  | US$ 938    | US$ 4.098.941 |
| 6  | Jeļena Ostapenko   | US$ 3.861.198 | US$ 129.360 | US$ 7.468  | US$ 3.998.026 |
| 7  | Karolína Plíšková  | US$ 3.432.429 | US$ 20.236  | US$ 0      | US$ 3.902.665 |
| 8  | Caroline Garcia    | US$ 3.351.361 | US$ 75.789  | US$ 0      | US$ 3.427.150 |
| 9  | Elina Svitolina    | US$ 3.225.086 | US$ 18.327  | US$ 19.903 | US$ 3.263.316 |
| 10 | Johanna Konta      | US$ 2.706.385 | US$ 25.109  | US$ 0      | US$ 2.931.494 |

### Aspectos de jogo
Ao final da temporada. Apenas jogos de simples em chaves principais.
| Aces | Aces                | Aces | Aces  |
| #    | Jogadora            | Aces | Jogos |
| ---- | ------------------- | ---- | ----- |
| 1    | Karolína Plíšková   | 452  | 69    |
| 2    | Julia Görges        | 412  | 68    |
| 3    | Kristýna Plíšková   | 372  | 45    |
| 4    | Caroline Garcia     | 354  | 70    |
| 5    | Lucie Šafářová      | 323  | 53    |
| 6    | Kristina Mladenovic | 268  | 61    |
| 7    | Coco Vandeweghe     | 250  | 47    |
| 8    | Kiki Bertens        | 243  | 54    |
| 9    | Johanna Konta       | 241  | 52    |
| 10   | Caroline Wozniacki  | 217  | 81    |

| Duplas faltas | Duplas faltas            | Duplas faltas | Duplas faltas |
| #             | Jogadora                 | DFs           | Jogos         |
| ------------- | ------------------------ | ------------- | ------------- |
| 1             | Jeļena Ostapenko         | 380           | 63            |
| 2             | Kristina Mladenovic      | 337           | 61            |
| 3             | Anastasia Pavlyuchenkova | 290           | 64            |
| 4             | Venus Williams           | 273           | 52            |
| 5             | Daria Gavrilova          | 266           | 55            |
| 6             | Sara Sorribes Tormo      | 264           | 32            |
| 7             | Kiki Bertens             | 237           | 54            |
| 8             | Mirjana Lučić-Baroni     | 237           | 36            |
| 9             | Lauren Davis             | 236           | 42            |
| 10            | Julia Görges             | 232           | 68            |

| Aproveitamento de primeiro serviço | Aproveitamento de primeiro serviço | Aproveitamento de primeiro serviço | Aproveitamento de primeiro serviço |
| #                                  | Jogadora                           | %                                  | Jogos                              |
| ---------------------------------- | ---------------------------------- | ---------------------------------- | ---------------------------------- |
| 1                                  | Monica Niculescu                   | 82,5                               | 30                                 |
| 2                                  | Sara Errani                        | 78,9                               | 31                                 |
| 3                                  | Madison Brengle                    | 73,8                               | 28                                 |
| 4                                  | Risa Ozaki                         | 70,3                               | 27                                 |
| 5                                  | Varvara Lepchenko                  | 69,9                               | 38                                 |
| 6                                  | Carla Suárez Navarro               | 69,1                               | 49                                 |
| 7                                  | Andrea Petkovic                    | 69,0                               | 33                                 |
| 8                                  | Laura Siegemund                    | 68,8                               | 25                                 |
| 9                                  | Carina Witthöft                    | 68,1                               | 36                                 |
| 10                                 | Duan Yingying                      | 68,1                               | 28                                 |

| Aproveitamento de segundo serviço | Aproveitamento de segundo serviço | Aproveitamento de segundo serviço | Aproveitamento de segundo serviço |
| #                                 | Jogadora                          | %                                 | Jogos                             |
| --------------------------------- | --------------------------------- | --------------------------------- | --------------------------------- |
| 1                                 | Jeļena Ostapenko                  | 47,8                              | 63                                |
| 2                                 | Océane Dodin                      | 46,8                              | 29                                |
| 3                                 | Coco Vandeweghe                   | 45,3                              | 47                                |
| 4                                 | Tatjana Maria                     | 45,2                              | 31                                |
| 5                                 | Kiki Bertens                      | 44,4                              | 54                                |
| 6                                 | Donna Vekić                       | 44,1                              | 37                                |
| 7                                 | Camila Giorgi                     | 44,0                              | 28                                |
| 8                                 | Julia Görges                      | 43,6                              | 68                                |
| 9                                 | Magdaléna Rybáriková              | 43,1                              | 28                                |
| 10                                | Pauline Parmentier                | 43,0                              | 34                                |

| Pontos de primeiro serviço conquistados | Pontos de primeiro serviço conquistados | Pontos de primeiro serviço conquistados | Pontos de primeiro serviço conquistados |
| #                                       | Jogadora                                | %                                       | Jogos                                   |
| --------------------------------------- | --------------------------------------- | --------------------------------------- | --------------------------------------- |
| 1                                       | Petra Kvitová                           | 74,0                                    | 28                                      |
| 2                                       | Coco Vandeweghe                         | 73,6                                    | 47                                      |
| 3                                       | Karolína Plíšková                       | 72,9                                    | 69                                      |
| 4                                       | Julia Görges                            | 72,5                                    | 68                                      |
| 5                                       | Kristýna Plíšková                       | 71,0                                    | 45                                      |
| 6                                       | Kiki Bertens                            | 70,8                                    | 54                                      |
| 7                                       | Lucie Šafářová                          | 70,6                                    | 53                                      |
| 8                                       | Ashleigh Barty                          | 70,4                                    | 41                                      |
| 9                                       | Johanna Konta                           | 70,3                                    | 52                                      |
| 10                                      | Océane Dodin                            | 68,7                                    | 29                                      |

| Pontos de segundo serviço conquistados | Pontos de segundo serviço conquistados | Pontos de segundo serviço conquistados | Pontos de segundo serviço conquistados |
| #                                      | Jogadora                               | %                                      | Jogos                                  |
| -------------------------------------- | -------------------------------------- | -------------------------------------- | -------------------------------------- |
| 1                                      | Johanna Konta                          | 50,6                                   | 52                                     |
| 2                                      | Caroline Garcia                        | 50,1                                   | 70                                     |
| 3                                      | Coco Vandeweghe                        | 49,9                                   | 47                                     |
| 4                                      | Wang Qiang                             | 49,2                                   | 43                                     |
| 5                                      | Varvara Lepchenko                      | 48,9                                   | 38                                     |
| 6                                      | Shelby Rogers                          | 48,8                                   | 42                                     |
| 7                                      | Ashleigh Barty                         | 48,7                                   | 44                                     |
| 8                                      | Julia Görges                           | 48,6                                   | 68                                     |
| 9                                      | Angelique Kerber                       | 48,5                                   | 51                                     |
| 10                                     | Samantha Stosur                        | 48,5                                   | 41                                     |

| Pontos de serviço conquistados | Pontos de serviço conquistados | Pontos de serviço conquistados | Pontos de serviço conquistados |
| #                              | Jogadora                       | %                              | Jogos                          |
| ------------------------------ | ------------------------------ | ------------------------------ | ------------------------------ |
| 1                              | Coco Vandeweghe                | 62,9                           | 47                             |
| 2                              | Johanna Konta                  | 62,8                           | 52                             |
| 3                              | Karolína Plíšková              | 62,6                           | 69                             |
| 4                              | Petra Kvitová                  | 62,3                           | 28                             |
| 5                              | Julia Görges                   | 62,1                           | 68                             |
| 6                              | Ashleigh Barty                 | 62,0                           | 44                             |
| 7                              | Lucie Šafářová                 | 61,7                           | 53                             |
| 8                              | Madison Keys                   | 60,9                           | 27                             |
| 9                              | Anett Kontaveit                | 60,6                           | 45                             |
| 10                             | Caroline Garcia                | 60,5                           | 70                             |

| Pontos de devolução conquistados | Pontos de devolução conquistados | Pontos de devolução conquistados | Pontos de devolução conquistados |
| #                                | Jogadora                         | %                                | Jogos                            |
| -------------------------------- | -------------------------------- | -------------------------------- | -------------------------------- |
| 1                                | Sara Errani                      | 49,2                             | 31                               |
| 2                                | Jeļena Ostapenko                 | 48,2                             | 63                               |
| 3                                | Elina Svitolina                  | 48,0                             | 63                               |
| 4                                | Caroline Wozniacki               | 47,5                             | 81                               |
| 5                                | Lauren Davis                     | 47,3                             | 42                               |
| 6                                | Daria Kasatkina                  | 47,0                             | 52                               |
| 7                                | Simona Halep                     | 46,8                             | 62                               |
| 8                                | Sara Sorribes Tormo              | 46,7                             | 32                               |
| 9                                | Laura Siegemund                  | 46,6                             | 25                               |
| 10                               | Alizé Cornet                     | 46,5                             | 46                               |

| Games de serviço conquistados | Games de serviço conquistados | Games de serviço conquistados | Games de serviço conquistados |
| #                             | Jogadora                      | %                             | Jogos                         |
| ----------------------------- | ----------------------------- | ----------------------------- | ----------------------------- |
| 1                             | Johanna Konta                 | 79,3                          | 52                            |
| 2                             | Karolína Plíšková             | 79,1                          | 63                            |
| 3                             | Lucie Šafářová                | 77,2                          | 53                            |
| 4                             | Coco Vandeweghe               | 76,7                          | 47                            |
| 5                             | Julia Görges                  | 76,6                          | 68                            |
| 6                             | Ashleigh Barty                | 76,4                          | 44                            |
| 7                             | Petra Kvitová                 | 75,8                          | 28                            |
| 8                             | Caroline Garcia               | 74,6                          | 70                            |
| 9                             | Madison Keys                  | 74,0                          | 27                            |
| 10                            | Anett Kontaveit               | 73,8                          | 45                            |

| Games de devolução conquistados | Games de devolução conquistados | Games de devolução conquistados | Games de devolução conquistados |
| #                               | Jogadora                        | %                               | Jogos                           |
| ------------------------------- | ------------------------------- | ------------------------------- | ------------------------------- |
| 1                               | Sara Errani                     | 48,8                            | 31                              |
| 2                               | Jeļena Ostapenko                | 46,4                            | 63                              |
| 3                               | Elina Svitolina                 | 45,2                            | 63                              |
| 4                               | Caroline Wozniacki              | 44,3                            | 81                              |
| 5                               | Lauren Davis                    | 43,8                            | 42                              |
| 6                               | Daria Kasatkina                 | 43,2                            | 52                              |
| 7                               | Sara Sorribes Tormo             | 43,2                            | 32                              |
| 8                               | Simona Halep                    | 42,5                            | 62                              |
| 9                               | Elise Mertens                   | 42,2                            | 50                              |
| 10                              | Carla Suárez Navarro            | 42,1                            | 49                              |

| Break points salvos | Break points salvos   | Break points salvos | Break points salvos |
| #                   | Jogadora              | %                   | Jogos               |
| ------------------- | --------------------- | ------------------- | ------------------- |
| 1                   | Lucie Šafářová        | 64,0                | 53                  |
| 2                   | Yanina Wickmayer      | 61,3                | 25                  |
| 3                   | Karolína Plíšková     | 61,0                | 69                  |
| 4                   | Heather Watson        | 60,8                | 28                  |
| 5                   | Venus Williams        | 60,3                | 52                  |
| 6                   | Natalia Vikhlyantseva | 60,0                | 29                  |
| 7                   | Ashleigh Barty        | 59,9                | 44                  |
| 8                   | Elina Svitolina       | 59,3                | 63                  |
| 9                   | Catherine Bellis      | 58,7                | 32                  |
| 10                  | Donna Vekić           | 58,7                | 37                  |

| Break points convertidos | Break points convertidos | Break points convertidos | Break points convertidos |
| #                        | Jogadora                 | %                        | Jogos                    |
| ------------------------ | ------------------------ | ------------------------ | ------------------------ |
| 1                        | Sara Errani              | 53,8                     | 31                       |
| 2                        | Lauren Davis             | 53,4                     | 42                       |
| 3                        | Caroline Wozniacki       | 52,1                     | 81                       |
| 4                        | Sara Sorribes Tormo      | 51,8                     | 32                       |
| 5                        | Mirjana Lučić-Baroni     | 51,6                     | 36                       |
| 6                        | Aleksandra Krunić        | 51,4                     | 28                       |
| 7                        | Océane Dodin             | 50,7                     | 29                       |
| 8                        | Anastasija Sevastova     | 50,7                     | 61                       |
| 9                        | Evgeniya Rodina          | 50,5                     | 27                       |
| 10                       | Magdaléna Rybáriková     | 50,4                     | 30                       |

### Vitórias
Ao final da temporada. Chaves principais em simples.
| Em todos os pisos | Em todos os pisos        | Em todos os pisos | Em todos os pisos |
| #                 | Jogadora                 | Vitórias          | Derrotas          |
| ----------------- | ------------------------ | ----------------- | ----------------- |
| 1                 | Caroline Wozniacki       | 60                | 21                |
| 2                 | Elina Svitolina          | 53                | 14                |
| 2                 | Karolína Plíšková        | 53                | 18                |
| 4                 | Caroline Garcia          | 48                | 22                |
| 4                 | Julia Görges             | 48                | 23                |
| 6                 | Garbiñe Muguruza         | 47                | 21                |
| 7                 | Simona Halep             | 45                | 17                |
| 8                 | Jeļena Ostapenko         | 43                | 20                |
| 8                 | Barbora Strýcová         | 43                | 25                |
| 10                | Anastasia Pavlyuchenkova | 41                | 24                |

| No piso duro | No piso duro             | No piso duro | No piso duro |
| #            | Jogadora                 | Vitórias     | Derrotas     |
| ------------ | ------------------------ | ------------ | ------------ |
| 1            | Caroline Wozniacki       | 41           | 13           |
| 2            | Karolína Plíšková        | 39           | 12           |
| 3            | Julia Görges             | 35           | 14           |
| 4            | Elina Svitolina          | 34           | 9            |
| 5            | Garbiñe Muguruza         | 31           | 15           |
| 5            | Anastasia Pavlyuchenkova | 31           | 17           |
| 5            | Barbora Strýcová         | 31           | 17           |
| 8            | Caroline Garcia          | 30           | 14           |
| 9            | Peng Shuai               | 29           | 16           |
| 10           | Venus Williams           | 26           | 10           |

| No saibro | No saibro            | No saibro | No saibro |
| #         | Jogadora             | Vitórias  | Derrotas  |
| --------- | -------------------- | --------- | --------- |
| 1         | Kiki Bertens         | 24        | 6         |
| 2         | Simona Halep         | 18        | 3         |
| 3         | Jeļena Ostapenko     | 16        | 4         |
| 4         | Elina Svitolina      | 15        | 3         |
| 4         | Kristina Mladenovic  | 15        | 4         |
| 4         | Anastasija Sevastova | 15        | 7         |

| Na grama | Na grama             | Na grama | Na grama |
| #        | Jogadora             | Vitórias | Derrotas |
| -------- | -------------------- | -------- | -------- |
| 1        | Johanna Konta        | 13       | 3        |
| 2        | Garbiñe Muguruza     | 10       | 2        |
| 3        | Ana Konjuh           | 8        | 4        |
| 3        | Magdaléna Rybáriková | 8        | 2        |
| 5        | Anett Kontaveit      | 7        | 1        |
| 5        | Caroline Wozniacki   | 7        | 2        |
| 5        | Lucie Šafářová       | 7        | 3        |

| Em três sets | Em três sets             | Em três sets | Em três sets |
| #            | Jogadora                 | Vitórias     | Derrotas     |
| ------------ | ------------------------ | ------------ | ------------ |
| 1            | Jeļena Ostapenko         | 19           | 8            |
| 2            | Caroline Wozniacki       | 18           | 8            |
| 3            | Caroline Garcia          | 16           | 5            |
| 3            | Garbiñe Muguruza         | 16           | 6            |
| 3            | Anastasia Pavlyuchenkova | 16           | 10           |
| 6            | Elina Svitolina          | 14           | 9            |
| 6            | Daria Gavrilova          | 14           | 13           |
| 8            | Elise Mertens            | 13           | 6            |
| 8            | Karolína Plíšková        | 13           | 7            |
| 8            | Julia Görges             | 13           | 8            |
| 8            | Lucie Šafářová           | 13           | 8            |

| Tiebreaks | Tiebreaks           | Tiebreaks | Tiebreaks |
| #         | Jogadora            | Vencidos  | Perdidos  |
| --------- | ------------------- | --------- | --------- |
| 1         | Svetlana Kuznetsova | 12        | 2         |
| 1         | Caroline Garcia     | 12        | 9         |
| 1         | Kristýna Plíšková   | 12        | 10        |
| 4         | Coco Vandeweghe     | 11        | 2         |
| 4         | Varvara Lepchenko   | 11        | 3         |
| 4         | Venus Williams      | 11        | 3         |
| 4         | Carina Witthöft     | 11        | 4         |
| 4         | Shelby Rogers       | 11        | 4         |
| 9         | Sorana Cîrstea      | 10        | 3         |
| 9         | Elina Svitolina     | 10        | 7         |

| Contra oponentes do Top 10 | Contra oponentes do Top 10 | Contra oponentes do Top 10 | Contra oponentes do Top 10 |
| #                          | Jogadora                   | Vitórias                   | Derrotas                   |
| -------------------------- | -------------------------- | -------------------------- | -------------------------- |
| 1                          | Caroline Wozniacki         | 14                         | 6                          |
| 2                          | Elina Svitolina            | 11                         | 5                          |
| 3                          | Ekaterina Makarova         | 9                          | 2                          |
| 4                          | Karolína Plíšková          | 8                          | 6                          |
| 4                          | Garbiñe Muguruza           | 8                          | 7                          |
| 6                          | Venus Williams             | 7                          | 5                          |
| 7                          | Kristina Mladenovic        | 5                          | 2                          |
| 7                          | Laura Siegemund            | 5                          | 2                          |
| 9                          | Coco Vandeweghe            | 5                          | 3                          |
| 9                          | Simona Halep               | 5                          | 6                          |
| 9                          | Caroline Garcia            | 5                          | 8                          |

| Contra oponentes do Top 5 | Contra oponentes do Top 5 | Contra oponentes do Top 5 | Contra oponentes do Top 5 |
| #                         | Jogadora                  | Vitórias                  | Derrotas                  |
| ------------------------- | ------------------------- | ------------------------- | ------------------------- |
| 1                         | Elina Svitolina           | 8                         | 1                         |
| 1                         | Caroline Wozniacki        | 8                         | 4                         |
| 3                         | Ekaterina Makarova        | 6                         | 0                         |
| 4                         | Kristina Mladenovic       | 4                         | 0                         |
| 4                         | Karolína Plíšková         | 4                         | 1                         |
| 4                         | Johanna Konta             | 4                         | 2                         |
| 4                         | Jeļena Ostapenko          | 4                         | 5                         |
| 8                         | Daria Kasatkina           | 3                         | 3                         |
| 8                         | Garbiñe Muguruza          | 3                         | 5                         |
| 8                         | Caroline Garcia           | 3                         | 6                         |

## Rankings
Estes são os rankings das 20 melhores jogadoras em simples e duplas. As corridas exibem a classificação ao WTA Finals, com pontos computados desde o início da temporada até o último torneio regular, antes do principal evento de fim de temporada. Os rankings finais contemplam toda a temporada; são os da primeira segunda-feira após o último torneio informado nesta página.

### Simples
| Corrida final de simples - Porsche Race to Singapore (23 de outubro de 2017) | Corrida final de simples - Porsche Race to Singapore (23 de outubro de 2017) | Corrida final de simples - Porsche Race to Singapore (23 de outubro de 2017) | Corrida final de simples - Porsche Race to Singapore (23 de outubro de 2017) |
| Pos.                                                                         | Jogadora                                                                     | Pontos                                                                       | Torneios                                                                     |
| ---------------------------------------------------------------------------- | ---------------------------------------------------------------------------- | ---------------------------------------------------------------------------- | ---------------------------------------------------------------------------- |
| 1ª                                                                           | Simona Halep                                                                 | 5.675                                                                        | 17                                                                           |
| 2ª                                                                           | Garbiñe Muguruza                                                             | 5.635                                                                        | 20                                                                           |
| 3ª                                                                           | Karolína Plíšková                                                            | 5.105                                                                        | 19                                                                           |
| 4ª                                                                           | Elina Svitolina                                                              | 5.000                                                                        | 18                                                                           |
| 5ª                                                                           | Venus Williams                                                               | 4.642                                                                        | 15                                                                           |
| 6ª                                                                           | Caroline Wozniacki                                                           | 4.640                                                                        | 22                                                                           |
| 7ª                                                                           | Jeļena Ostapenko                                                             | 4.510                                                                        | 20                                                                           |
| 8ª                                                                           | Caroline Garcia                                                              | 3.795                                                                        | 23                                                                           |
| 9ª                                                                           | Johanna Konta                                                                | 3.610                                                                        | 20                                                                           |
| 10ª                                                                          | Kristina Mladenovic                                                          | 2.885                                                                        | 25                                                                           |
| 11ª                                                                          | Svetlana Kuznetsova                                                          | 2.856                                                                        | 17                                                                           |
| 12ª                                                                          | Coco Vandeweghe                                                              | 2.819                                                                        | 17                                                                           |
| 13ª                                                                          | Sloane Stephens                                                              | 2.722                                                                        | 10                                                                           |
| 14ª                                                                          | Anastasia Pavlyuchenkova                                                     | 2.425                                                                        | 25                                                                           |
| 15ª                                                                          | Anastasija Sevastova                                                         | 2.295                                                                        | 24                                                                           |
| 16ª                                                                          | Madison Keys                                                                 | 2.213                                                                        | 14                                                                           |
| 17ª                                                                          | Elena Vesnina                                                                | 2.195                                                                        | 24                                                                           |
| 18ª                                                                          | Julia Görges                                                                 | 2.060                                                                        | 23                                                                           |
| 19ª                                                                          | Angelique Kerber                                                             | 2.042                                                                        | 21                                                                           |
| 20ª                                                                          | Ashleigh Barty                                                               | 2.031                                                                        | 17                                                                           |

| Ranking final de simples (13 de novembro de 2017) | Ranking final de simples (13 de novembro de 2017) | Ranking final de simples (13 de novembro de 2017) | Ranking final de simples (13 de novembro de 2017) | Ranking final de simples (13 de novembro de 2017) | Ranking final de simples (13 de novembro de 2017) | Ranking final de simples (13 de novembro de 2017) | Ranking final de simples (13 de novembro de 2017) | Ranking final de simples (13 de novembro de 2017) |
| Pos.                                              | Jogadora                                          | Idade                                             | Pontos                                            | Torneios                                          | Pos. '16                                          | Maior                                             | Menor                                             | Variação                                          |
| ------------------------------------------------- | ------------------------------------------------- | ------------------------------------------------- | ------------------------------------------------- | ------------------------------------------------- | ------------------------------------------------- | ------------------------------------------------- | ------------------------------------------------- | ------------------------------------------------- |
| 1ª                                                | Simona Halep                                      | 26                                                | 6.175                                             | 18                                                | 4ª                                                | 1ª                                                | 8ª                                                | 3                                                 |
| 2ª                                                | Garbiñe Muguruza                                  | 24                                                | 6.135                                             | 21                                                | 7ª                                                | 1ª                                                | 15ª                                               | 5                                                 |
| 3ª                                                | Caroline Wozniacki                                | 27                                                | 6.015                                             | 23                                                | 19ª                                               | 3ª                                                | 20ª                                               | 16                                                |
| 4ª                                                | Karolína Plíšková                                 | 25                                                | 5.730                                             | 20                                                | 6ª                                                | 1ª                                                | 6ª                                                | 2                                                 |
| 5ª                                                | Venus Williams                                    | 37                                                | 5.597                                             | 16                                                | 17ª                                               | 5ª                                                | 17ª                                               | 12                                                |
| 6ª                                                | Elina Svitolina                                   | 23                                                | 5.500                                             | 19                                                | 14ª                                               | 3ª                                                | 14ª                                               | 8                                                 |
| 7ª                                                | Jeļena Ostapenko                                  | 20                                                | 5.010                                             | 21                                                | 44ª                                               | 7ª                                                | 71ª                                               | 37                                                |
| 8ª                                                | Caroline Garcia                                   | 24                                                | 4.420                                             | 24                                                | 23ª                                               | 8ª                                                | 29ª                                               | 15                                                |
| 9ª                                                | Johanna Konta                                     | 26                                                | 3.610                                             | 20                                                | 10ª                                               | 4ª                                                | 11ª                                               | 1                                                 |
| 10ª                                               | Coco Vandeweghe                                   | 25                                                | 3.258                                             | 18                                                | 37ª                                               | 10ª                                               | 38ª                                               | 27                                                |
| 11ª                                               | Kristina Mladenovic                               | 24                                                | 2.935                                             | 26                                                | 42ª                                               | 10ª                                               | 51ª                                               | 31                                                |
| 12ª                                               | Svetlana Kuznetsova                               | 32                                                | 2.856                                             | 17                                                | 9ª                                                | 7ª                                                | 12ª                                               | 3                                                 |
| 13ª                                               | Sloane Stephens                                   | 24                                                | 2.802                                             | 11                                                | 36ª                                               | 13ª                                               | 957ª                                              | 23                                                |
| 14ª                                               | Julia Görges                                      | 29                                                | 2.655                                             | 24                                                | 54ª                                               | 14ª                                               | 57ª                                               | 40                                                |
| 15ª                                               | Anastasia Pavlyuchenkova                          | 26                                                | 2.485                                             | 26                                                | 28ª                                               | 14ª                                               | 27ª                                               | 13                                                |
| 16ª                                               | Anastasija Sevastova                              | 27                                                | 2.475                                             | 25                                                | 35ª                                               | 17ª                                               | 271ª                                              | 19                                                |
| 17ª                                               | Ashleigh Barty                                    | 21                                                | 2.251                                             | 18                                                | 325ª                                              | 17ª                                               | 271ª                                              | 308                                               |
| 18ª                                               | Elena Vesnina                                     | 31                                                | 2.220                                             | 25                                                | 16ª                                               | 13ª                                               | 21ª                                               | 2                                                 |
| 19ª                                               | Madison Keys                                      | 22                                                | 2.213                                             | 15                                                | 8ª                                                | 8ª                                                | 21ª                                               | 11                                                |
| 20ª                                               | Magdaléna Rybáriková                              | 29                                                | 2.141                                             | 20                                                | 156ª                                              | 20ª                                               | 453ª                                              | 136                                               |

#### Número 1 do mundo
| Jogadora          | Ganhou o posto | Perdeu o posto |
| ----------------- | -------------- | -------------- |
| Angelique Kerber  | antes de 2017  | 29/01/2017     |
| Serena Williams   | 30/01/2017     | 19/03/2017     |
| Angelique Kerber  | 20/03/2017     | 23/04/2017     |
| Serena Williams   | 24/04/2017     | 14/05/2017     |
| Angelique Kerber  | 15/05/2017     | 16/07/2017     |
| Karolína Plíšková | 17/07/2017     | 10/09/2017     |
| Garbiñe Muguruza  | 11/09/2017     | 08/10/2017     |
| Simona Halep      | 09/10/2017     | depois de 2017 |

### Duplas
| Corrida final de duplas - Porsche Race to Singapore (23 de outubro de 2017) | Corrida final de duplas - Porsche Race to Singapore (23 de outubro de 2017) | Corrida final de duplas - Porsche Race to Singapore (23 de outubro de 2017) | Corrida final de duplas - Porsche Race to Singapore (23 de outubro de 2017) |
| Pos.                                                                        | Dupla                                                                       | Pontos                                                                      | Torneios                                                                    |
| --------------------------------------------------------------------------- | --------------------------------------------------------------------------- | --------------------------------------------------------------------------- | --------------------------------------------------------------------------- |
| 1ª                                                                          | Martina Hingis Chan Yung-jan                                                | 9.770                                                                       | 15                                                                          |
| 2ª                                                                          | Ekaterina Makarova Elena Vesnina                                            | 6.785                                                                       | 14                                                                          |
| 3ª                                                                          | Bethanie Mattek-Sands Lucie Šafářová                                        | 5.120                                                                       | 7                                                                           |
| 4ª                                                                          | Casey Dellacqua Ashleigh Barty                                              | 4.470                                                                       | 16                                                                          |
| 5ª                                                                          | Andrea Hlaváčková Tímea Babos                                               | 4.005                                                                       | 15                                                                          |
| 6ª                                                                          | Lucie Hradecká Kateřina Siniaková                                           | 3.871                                                                       | 14                                                                          |
| 7ª                                                                          | Květa Peschke Anna-Lena Grönefeld                                           | 3.005                                                                       | 22                                                                          |
| 8ª                                                                          | Xu Yifan Gabriela Dabrowski                                                 | 2.921                                                                       | 14                                                                          |
| 9ª                                                                          | Andrea Hlaváčková Peng Shuai                                                | 2.776                                                                       | 7                                                                           |
| 10ª                                                                         | María José Martínez Sánchez Andreja Klepač                                  | 2.570                                                                       | 23                                                                          |
| 11ª                                                                         | Johanna Larsson Kiki Bertens                                                | 2.270                                                                       | 14                                                                          |

| Ranking final de duplas (13 de novembro de 2017) | Ranking final de duplas (13 de novembro de 2017) | Ranking final de duplas (13 de novembro de 2017) | Ranking final de duplas (13 de novembro de 2017) | Ranking final de duplas (13 de novembro de 2017) | Ranking final de duplas (13 de novembro de 2017) | Ranking final de duplas (13 de novembro de 2017) |
| Pos.                                             | Jogadora                                         | Idade                                            | Pontos                                           | Torneios                                         | Pos. '16                                         | Variação                                         |
| ------------------------------------------------ | ------------------------------------------------ | ------------------------------------------------ | ------------------------------------------------ | ------------------------------------------------ | ------------------------------------------------ | ------------------------------------------------ |
| 1ª                                               | Martina Hingis                                   | 37                                               | 10.130                                           | 20                                               | 4ª                                               | 3                                                |
| 1ª                                               | Chan Yung-jan                                    | 28                                               | 10.130                                           | 25                                               | 12ª                                              | 10                                               |
| 3ª                                               | Ekaterina Makarova                               | 29                                               | 7.320                                            | 15                                               | 8ª                                               | 6                                                |
| 3ª                                               | Elena Vesnina                                    | 31                                               | 7.320                                            | 16                                               | 6ª                                               | 3                                                |
| 5ª                                               | Andrea Hlaváčková                                | 31                                               | 6.885                                            | 25                                               | 9ª                                               | 4                                                |
| 6ª                                               | Lucie Šafářová                                   | 30                                               | 6.800                                            | 12                                               | 7ª                                               | 1                                                |
| 7ª                                               | Tímea Babos                                      | 24                                               | 5.600                                            | 22                                               | 15ª                                              | 9                                                |
| 8ª                                               | Bethanie Mattek-Sands                            | 32                                               | 5.591                                            | 9                                                | 5ª                                               | 3                                                |
| 9ª                                               | Peng Shuai                                       | 31                                               | 4.890                                            | 14                                               | 44ª                                              | 35                                               |
| 10ª                                              | Casey Dellacqua                                  | 32                                               | 4.715                                            | 18                                               | 273ª                                             | 263                                              |
| 11ª                                              | Ashleigh Barty                                   | 21                                               | 4.555                                            | 17                                               | –                                                | –                                                |
| 12ª                                              | Sania Mirza                                      | 30                                               | 4.475                                            | 21                                               | 1ª                                               | 11                                               |
| 13ª                                              | Kateřina Siniaková                               | 21                                               | 4.440                                            | 21                                               | 35ª                                              | 22                                               |
| 14ª                                              | Lucie Hradecká                                   | 32                                               | 3.930                                            | 16                                               | 10ª                                              | 4                                                |
| 15ª                                              | Barbora Strýcová                                 | 31                                               | 3.880                                            | 16                                               | 17ª                                              | 2                                                |
| 16ª                                              | Xu Yifan                                         | 29                                               | 3.765                                            | 25                                               | 20ª                                              | 4                                                |
| 17ª                                              | Chan Hao-ching                                   | 24                                               | 3.725                                            | 24                                               | 12ª                                              | 5                                                |
| 18ª                                              | Gabriela Dabrowski                               | 25                                               | 3.670                                            | 27                                               | 39ª                                              | 21                                               |
| 19ª                                              | Kiki Bertens                                     | 25                                               | 3.420                                            | 20                                               | 37ª                                              | 18                                               |
| 20ª                                              | Johanna Larsson                                  | 29                                               | 3.325                                            | 29                                               | 27ª                                              | 7                                                |

#### Número 1 do mundo
| Jogadora                     | Ganhou o posto | Perdeu o posto |
| ---------------------------- | -------------- | -------------- |
| Sania Mirza                  | antes de 2017  | 08/01/2017     |
| Bethanie Mattek-Sands        | 09/01/2017     | 20/08/2017     |
| Lucie Šafářová               | 21/08/2017     | 01/10/2017     |
| Martina Hingis               | 02/10/2017     | 22/10/2017     |
| Chan Yung-jan Martina Hingis | 23/10/2017     | depois de 2017 |

## Distribuição de pontos
A distribuição de pontos para a temporada de 2017 foi definida:
| Categoria                           | T      | F      | SF  | QF                                                  | R16                                                 | R32                                                 | R64                                                 | R128                                                | Q                                                   | Q3                                                  | Q2                                                  | Q1                                                  |
| ----------------------------------- | ------ | ------ | --- | --------------------------------------------------- | --------------------------------------------------- | --------------------------------------------------- | --------------------------------------------------- | --------------------------------------------------- | --------------------------------------------------- | --------------------------------------------------- | --------------------------------------------------- | --------------------------------------------------- |
| Grand Slam (S)                      | 2000   | 1300   | 780 | 430                                                 | 240                                                 | 130                                                 | 70                                                  | 10                                                  | 40                                                  | 30                                                  | 20                                                  | 2                                                   |
| Grand Slam (D)                      | 2000   | 1300   | 780 | 430                                                 | 240                                                 | 130                                                 | 10                                                  | –                                                   | 40†                                                 | –                                                   | –                                                   | –                                                   |
| WTA Finals (S)‡                     | 750+FG | 330+FG | FG  | Fase de grupos (FG): 125 por vitória + 125 por jogo | Fase de grupos (FG): 125 por vitória + 125 por jogo | Fase de grupos (FG): 125 por vitória + 125 por jogo | Fase de grupos (FG): 125 por vitória + 125 por jogo | Fase de grupos (FG): 125 por vitória + 125 por jogo | Fase de grupos (FG): 125 por vitória + 125 por jogo | Fase de grupos (FG): 125 por vitória + 125 por jogo | Fase de grupos (FG): 125 por vitória + 125 por jogo | Fase de grupos (FG): 125 por vitória + 125 por jogo |
| WTA Finals (D)‡                     | 1500   | 1080   | 750 | 375                                                 | –                                                   | –                                                   | –                                                   | –                                                   | –                                                   | –                                                   | –                                                   | –                                                   |
| WTA Elite Trophy (S)                | 460+FG | 200+FG | FG  | Fase de grupos (FG): 80 por vitória + 40 por jogo   | Fase de grupos (FG): 80 por vitória + 40 por jogo   | Fase de grupos (FG): 80 por vitória + 40 por jogo   | Fase de grupos (FG): 80 por vitória + 40 por jogo   | Fase de grupos (FG): 80 por vitória + 40 por jogo   | Fase de grupos (FG): 80 por vitória + 40 por jogo   | Fase de grupos (FG): 80 por vitória + 40 por jogo   | Fase de grupos (FG): 80 por vitória + 40 por jogo   | Fase de grupos (FG): 80 por vitória + 40 por jogo   |
| WTA Premier Mandatory (96S, 48Q)    | 1000   | 650    | 390 | 215                                                 | 120                                                 | 65                                                  | 35                                                  | 10                                                  | 30                                                  | –                                                   | 20                                                  | 2                                                   |
| WTA Premier Mandatory (64/60S, 32Q) | 1000   | 650    | 390 | 215                                                 | 120                                                 | 65                                                  | 10                                                  | –                                                   | 30                                                  | –                                                   | 20                                                  | 2                                                   |
| WTA Premier Mandatory (28/32D)      | 1000   | 650    | 390 | 215                                                 | 120                                                 | 10                                                  | –                                                   | –                                                   | –                                                   | –                                                   | –                                                   | –                                                   |
| WTA Premier 5 (56S, 64Q)            | 900    | 585    | 350 | 190                                                 | 105                                                 | 60                                                  | 1                                                   | –                                                   | 30                                                  | 22                                                  | 15                                                  | 1                                                   |
| WTA Premier 5 (56S, 48/32Q)         | 900    | 585    | 350 | 190                                                 | 105                                                 | 60                                                  | 1                                                   | –                                                   | 30                                                  | –                                                   | 20                                                  | 1                                                   |
| WTA Premier 5 (28D)                 | 900    | 585    | 350 | 190                                                 | 105                                                 | 1                                                   | –                                                   | –                                                   | –                                                   | –                                                   | –                                                   | –                                                   |
| WTA Premier 5 (16D)                 | 900    | 585    | 350 | 190                                                 | 1                                                   | –                                                   | –                                                   | –                                                   | –                                                   | –                                                   | –                                                   | –                                                   |
| WTA Premier (56S)                   | 470    | 305    | 185 | 100                                                 | 55                                                  | 30                                                  | 1                                                   | –                                                   | 25                                                  | –                                                   | 13                                                  | 1                                                   |
| WTA Premier (32S)                   | 470    | 305    | 185 | 100                                                 | 55                                                  | 1                                                   | –                                                   | –                                                   | 25                                                  | 18                                                  | 13                                                  | 1                                                   |
| WTA Premier (16D)                   | 470    | 305    | 185 | 100                                                 | 1                                                   | –                                                   | –                                                   | –                                                   | –                                                   | –                                                   | –                                                   | –                                                   |
| WTA International (32S, 32Q)        | 280    | 180    | 110 | 60                                                  | 30                                                  | 1                                                   | –                                                   | –                                                   | 18                                                  | 14                                                  | 10                                                  | 1                                                   |
| WTA International (32S, 16Q)        | 280    | 180    | 110 | 60                                                  | 30                                                  | 1                                                   | –                                                   | –                                                   | 18                                                  | –                                                   | 12                                                  | 1                                                   |
| WTA International (16D)             | 280    | 180    | 110 | 60                                                  | 1                                                   | –                                                   | –                                                   | –                                                   | –                                                   | –                                                   | –                                                   | –                                                   |

† Aplicável somente ao Torneio de Wimbledon, que possui chave qualificatória de duplas.

‡ O Media Guide, que saiu no começo do ano, possui pontuação conflitante do Finals com o Match Notes, que foi publiicado no mês do evento. A informação foi corrigida com os dados da segunda fonte.

## Aposentadorias
Notáveis tenistas (campeãs de pelo menos um torneio do circuito WTA e/ou top 100 no ranking de simples ou duplas por pelo menos uma semana) que anunciaram o fim de suas carreiras profissionais durante a temporada de 2017:
Legenda:
- (V) vencedora; (F) finalista; (SF) semifinalista: (QF) quadrifinalista; (#R) derrotada na #ª fase da chave principal; (Q#) derrotada na #ª fase do qualificatório;

- (AO) Australian Open; (RG) Roland Garros; (WC) Wimbledon; (USO) US Open;

- (S) simples; (D) duplas; (DM) duplas mistas.

| 4ª  | S | 13/11/1995 |
| 28ª | D | 19/01/2015 |

| 8 | S |
| 6 | D |

| SF | AO  | 1994 | S |
| SF | RG  | 1995 | S |
| SF | WC  | 1996 | S |
| SF | USO | 2014 | D |

| 84ª | S | 08/07/2013 |
| 93ª | D | 04/02/2013 |

| 3R | AO | 2011 | S |
| 3R | WC | 2013 | S |

| 31ª | S | 04/07/2005 |
| 27ª | D | 25/06/2007 |

| 1 | S |
| 2 | D |

| SF | WC | 2021 | DM |

| 5ª | S | 27/01/2003 |
| 5ª | D | 26/08/2002 |

| 7 | S  |
| 9 | D  |
| 4 | DM |

| V | AO  | 2002 | DM |
| V | RG  | 2005 | DM |
| V | WC  | 2001 | DM |
| V | USO | 2005 | DM |

| 1ª | S | 31/03/1997 |
| 1ª | D | 08/06/1998 |

| 43 | S  |
| 64 | D  |
| 7  | DM |

| V | AO                       | 1997 1998 1999 | S |
| V | 1997 1998 1999 2002 2016 | D              |   |
| V | 2006 2015                | DM             |   |
| V | RG                       | 1998 2000      | D |
| V | 2016                     | DM             |   |
| V | WC                       | 1997           | S |
| V | 1996 1998 2015           | D              |   |
| V | 2015 2017                | DM             |   |
| V | USO                      | 1997           | S |
| V | 1998 2015 2017           | D              |   |
| V | 2015 2017                | DM             |   |

| 1ª | D | 12/11/2007 |

| 53 | D  |
| 2  | DM |

| V | AO   | 2007      | D  |
| V | RG   | 2009      | DM |
| V | WC   | 2005 2007 | D  |
| V | USO  | 2008 2011 | D  |
| V | 2010 | DM        |    |

| 31ª | S | 19/04/2010 |

| 1 | S  |
| 1 | DM |

| V | USO | 2011 | DM |

| 11ª | S | 31/01/2011 |
| 14ª | D | 12/05/2008 |

| 5 | S |
| 3 | D |

| F | AO | 2008 | D |

| 3ª | S | 15/05/2006 |
| 3ª | D | 21/03/2005 |

| 13 | S |
| 24 | D |

| F | RG  | 2012 | D |
| F | USO | 2010 | D |

| 67ª | D | 22/02/2016 |

| QF | AO | 2017 | DM |

| 25ª | S | 16/05/2011 |
| 31ª | D | 27/08/2012 |

| 2 | S  |
| 1 | D  |
| 1 | DM |

| V | AO | 2013 | DM |

## Prêmios
Os vencedores do WTA Awards de 2017 foram anunciados no final da temporada.
- Jogadora do ano:  Garbiñe Muguruza;
- Dupla do ano:  Chan Yung-jan /  Martina Hingis;
- Jogadora que mais evoluiu:  Jeļena Ostapenko;
- Revelação do ano:  Catherine Bellis;
- Retorno do ano:  Sloane Stephens.

- Peachy Kellmeyer Player Service:  Lucie Šafářová;
- Esportividade Karen Krantzcke:  Petra Kvitová;
- Jerry Diamond Aces:  Angelique Kerber.

Torneios do ano:
- WTA Premier Mandatory:  Indian Wells;
- WTA Premier 5:  Roma;
- WTA Premier:  Stuttgart;
- WTA International:  Acapulco.

Favoritos do torcedor:
- Jogadora:  Simona Halep;

- Jogada do ano:  Agnieszka Radwańska na 2ª fase do WTA de Wuhan;
- Jogo do ano:  Caroline Garcia vs.  Elina Svitolina, pelas quartas de final do WTA de Pequim;
- Jogo do Grand Slam do ano:  Maria Sharapova vs.  Simona Halep, pela 1ª fase do US Open.